# Beaux-Arts de Paris
École nationale supérieure des beaux-arts (ENSBA)
Pour les articles homonymes, voir École des beaux-arts et École supérieure d'art.

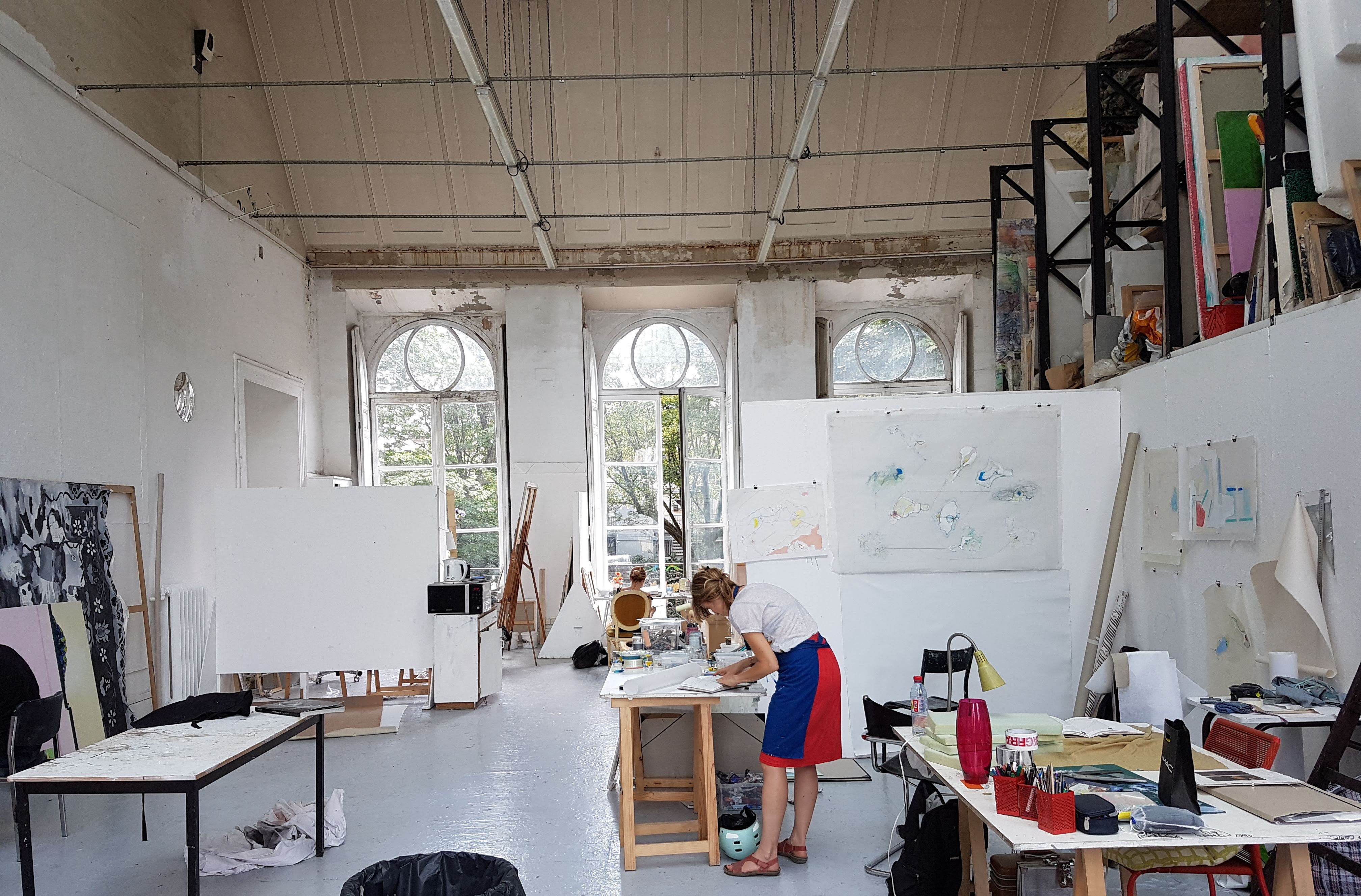
L'un des quatre ateliers historiques de peinture de l'ENS des Beaux-Arts de Paris, en face du Louvre.

L’École nationale supérieure des beaux-arts de Paris (ENSBA), communément dénommée les Beaux-Arts de Paris, est une école d'art française fondée en 1817. Il s'agit d'un établissement public national à caractère administratif relevant directement de la tutelle de l'État par l'intermédiaire du ministère chargé de la culture. Elle fait partie de l'université Paris sciences et lettres.
Ces beaux-arts étaient au nombre de quatre : peinture, sculpture, gravure, avec l'architecture jusqu'en 1968, date à laquelle le ministre de la culture André Malraux, créa huit unités pédagogiques d'architecture (UPA) réparties sur tout le territoire, en réponse à la crise de l'académisme portée par les conflits politiques. Ce faisant, il brisait l'unité des disciplines des beaux-arts plastiques. Depuis, les unités pédagogiques ont été transformées en Écoles nationales supérieures d’architecture (ENSA).

## Histoire de l'école

Plan actuel de l'école.

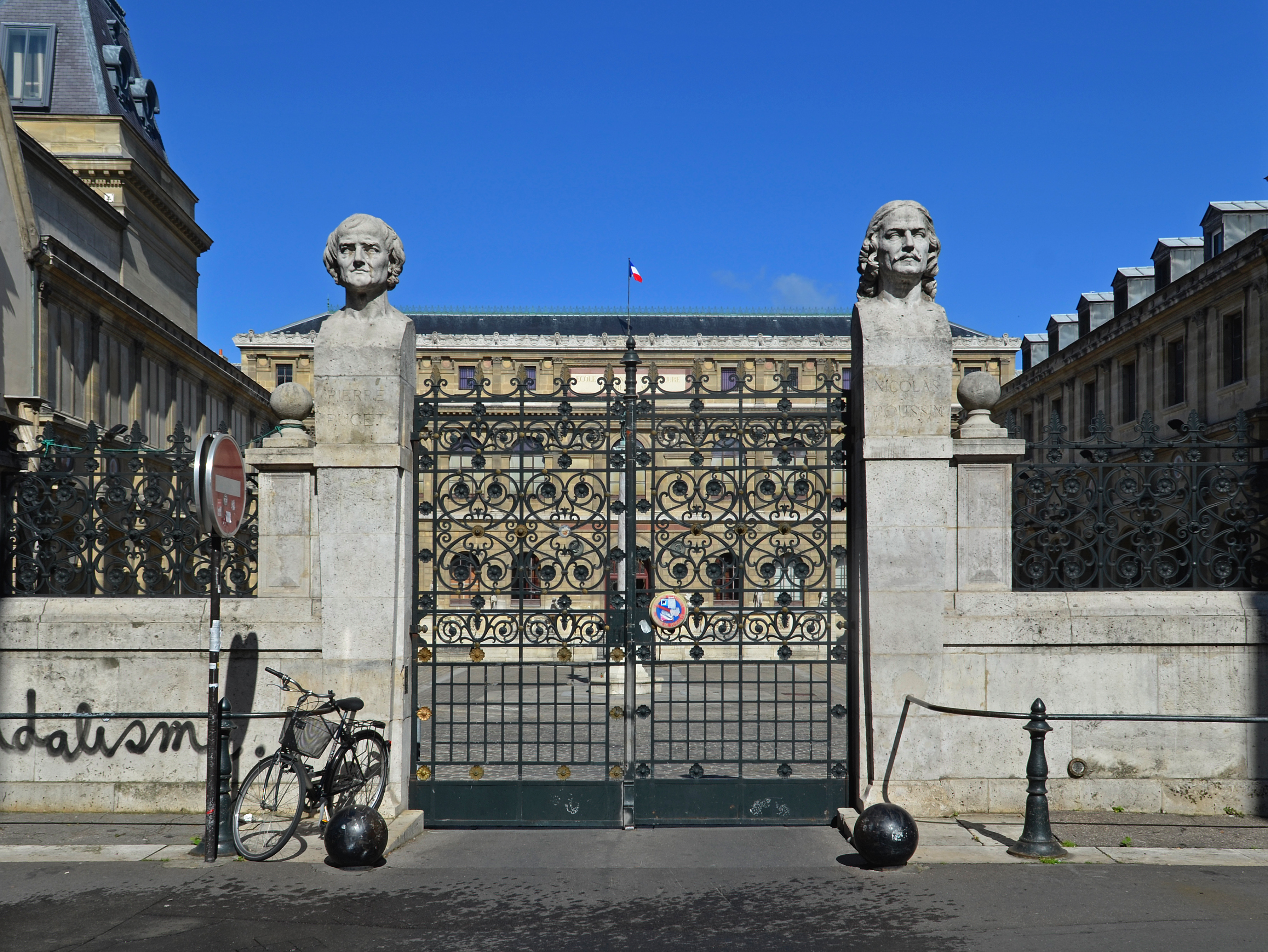
L'entrée rue Bonaparte avec les bustes de Pierre Puget et Nicolas Poussin.

### Histoire
L'école est la lointaine héritière des écoles de l'Académie royale de peinture et de sculpture qui a été fondée en 1648 et de l'Académie de Saint-Luc fondée en 1391 et refondée en 1649, à partir de l'ancienne communauté médiévale des peintres et tailleurs d'images. Les locaux de l'Académie royale étaient situés dans la Grande Galerie du palais du Louvre à partir de 1661 jusqu'à la suppression des académies par la Convention en 1793.
Un corps professoral de douze maîtres enseignants supervisés par des recteurs ou intendants constitue le dispositif administratif, qui, grosso modo, ne changera pas jusqu'à la réforme de 1863.
Les locaux actuels sont le résultat de l'ordonnance du 21 mars 1816 faisant suite à la création de l'Académie des beaux-arts. Cependant, cinq ans plus tôt, le décret du 24 février 1811 portait déjà sur la construction d'une école des beaux-arts, sans toutefois préciser de lieu. Officiellement, les élèves prennent ces locaux en 1817 et la première pierre des nouveaux bâtiments est posée le 3 mai 1820.
De 1870 à 1903, l'institution s'appelle « École nationale et spéciale des Beaux-Arts ».
Les femmes y sont progressivement admises, malgré le sexisme prévalent et grâce à l'action militante de l'Union des femmes peintres et sculpteurs fondée par Hélène Bertaux, à partir de 1897.
La troisième grande réforme a lieu en 1968. Après un long conflit, les ateliers d'architecture sont séparés des autres ateliers et répartis entre 5 unités pédagogiques d'architecture, futures écoles nationales supérieures d'architecture.
En 2017, l'école célèbre ses 200 ans, notamment par l'inauguration de lieux totalement restaurés et l'ouverture d'un musée proposant un parcours sur les traces des élèves d'autrefois.

### Mission
La situation historique et culturelle de cette école est assez exceptionnelle : plantée au cœur de Paris, rive gauche et en bord de Seine, elle attire de nombreux élèves artistes venus de toute la France et du monde entier ; elle permet de fait, outre les cours magistraux, des études par immersion et imprégnation directe avec les différentes formes d'expressions artistiques, du fait :
- de la présence d'artistes renommés comme professeurs (dits « chefs d'atelier ») ;
- des infrastructures pédagogiques (bibliothèque, musée, médiathèque…) ;
- de la proximité de nombreux musées ;
- de l'Académie des beaux-arts en voisine ;
- les nombreuses et diverses galeries d'art du quartier Saint-Germain ;
- des lieux de rencontres et de convivialité, les bistros  liant les jeunes artistes aux moins jeunes et aux amateurs d'arts ;
- des milliers d' « ateliers d'artistes » dans Paris et sa banlieue, permettant la rencontre entre étudiants et artistes confirmés en activité ;
- de la présence de jeunes artistes internationaux invités dans l'école.

## Histoire des bâtiments

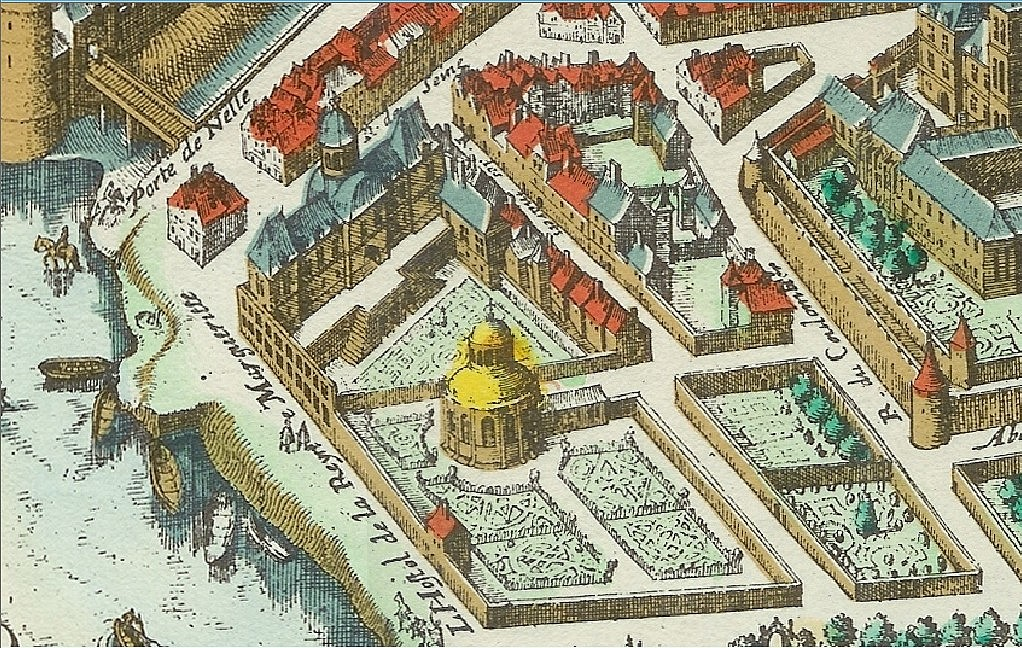
L'hôtel de la reine Marguerite sur le plan Merian (1615-1619) : on y distingue la chapelle octogonale (en jaune).

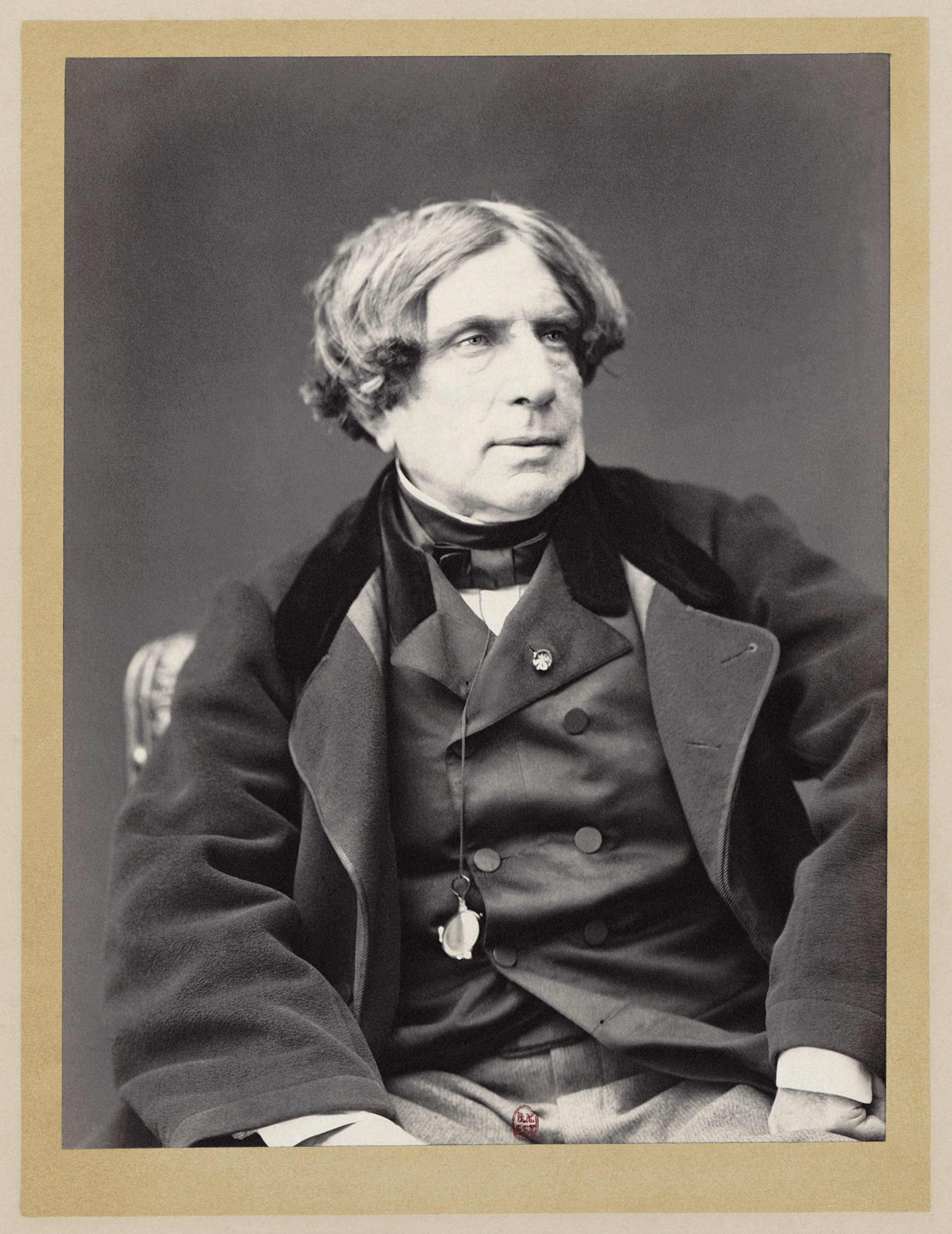
Félix Duban, architecte du bâtiment principal (1830-1870).

L'École des beaux-arts forme un vaste ensemble situé sur la rive gauche de la Seine, face au musée du Louvre, au cœur de Saint-Germain-des-Prés, dont les bâtiments sont répartis sur plus de deux hectares, entre la rue Bonaparte et le quai Malaquais, et datent des XVIIe, XVIIIe et XIXe siècles et même, pour certaines parties, du XXe siècle.
La construction la plus ancienne est la chapelle et ses bâtiments annexes (dont la « cour du mûrier »), élevés au début du XVIIe siècle pour le « couvent des Petits Augustins » et dont les travaux commencèrent en 1619. À côté du prieuré de la Sainte-Trinité, se trouve encore la « chapelle des louanges », de forme hexagonale, bâtie pour la reine Margot, qui possédait là un vaste palais, aujourd'hui disparu ; elle offrit par testament une partie de son grand jardin et la chapelle à des moines augustins réformés de la communauté de Bourges. Cette chapelle, intégrée ensuite dans un plus vaste ensemble, dont le prieuré, est donc tout ce qui reste du complexe palatial originel de la reine Margot.
Peu avant 1630, la rue qui longe ce monastère est appelée rue des Petits-Augustins.
Au moment de la Révolution française, les moines sont expropriés, et le lieu est aménagé en 1795 pour abriter le musée des Monuments français, lieu créé par Alexandre Lenoir pour préserver et présenter au public des œuvres sauvées des destructions pendant la période révolutionnaire, comme les tombeaux des rois de France de Saint-Denis. Au cours du Premier Empire, le musée, parfois appelé « musée des monuments des Arts » ou « musée des Petits-Augustins », se développe et présente les éléments de la sculpture française les plus remarquables. Ce musée jouxte l'hôtel de Juigné, aux nos 11-13 quai Malaquais, qui devient en 1795 le ministère de la Police dirigé par Joseph Fouché.
Après le retour de la monarchie, lors de la Restauration, Louis XVIII décide la fermeture du musée, en 1816, et ses collections sont en partie dispersées. Les lieux, ainsi que l'ancien hôtel de police, sont alors affectés à l'École des beaux-arts, mais un certain nombre d'éléments des collections y demeurent, comme une série de copies de sculptures célèbres.
L'architecte François Debret est nommé responsable de la construction de nouveaux locaux en 1819. Il édifie d'abord le bâtiment des Loges, indispensable au fonctionnement des concours, et commence le Palais des Études, dont les travaux s’achèvent en 1829. Son élève et beau-frère Félix Duban lui succède en poursuivant l'édification du Palais des études et en réalisant le bâtiment des expositions (salle Melpomène et salle Foch) donnant sur le quai Malaquais. Il a aménagé les cours d'entrée du côté de la rue Bonaparte (qui prend ce nom en 1852), la chapelle et le cloître (cour du mûrier) de l'ancien couvent. Duban a réutilisé des éléments architecturaux et décoratifs, parfois disparates, restés en place après la dispersion des collections du musée des Monuments français, donnant à l'ensemble une unité incontestable. Parmi les plus remarquables de ces « réemplois », il faut noter la présence de nombreux éléments provenant des châteaux d'Anet et de Gaillon dont l'arc, placé entre cours d'entrée et d'honneur, faisait partie intégrante de la façade principale du Palais des études et ce, jusqu'à son démontage en 1977. L'œuvre de Félix Duban se retrouve, depuis, fortement dénaturée[non neutre].
C'est en 1883 que l'École connaîtra sa dernière grande extension avec l'achat de l'hôtel de Chimay et ses annexes, datant des XVIIe et XVIIIe siècles, situés aux nos 15 et 17 quai Malaquais.
Après 1945, de nouveaux ateliers de trois étages, situés de part et d'autre de la salle dite de « la Melpomène », sont conçus par l'architecte Auguste Perret.
Les bâtiments bénéficient de multiples protections au titre des monuments historiques : classement en 1914 pour la façade du château d'Anet et les restes de l'hôtel de la Trémoille; classement en 1921 pour les cours d'honneur, avec la décoration architecturale et sculpturale qu'elles comportent; classement en 1956 pour les arcades provenant de l'ancien hôtel de Torpanne et qui ont été réédifiées dans les jardins de l'école; classement en 1972 pour la totalité de l'école.

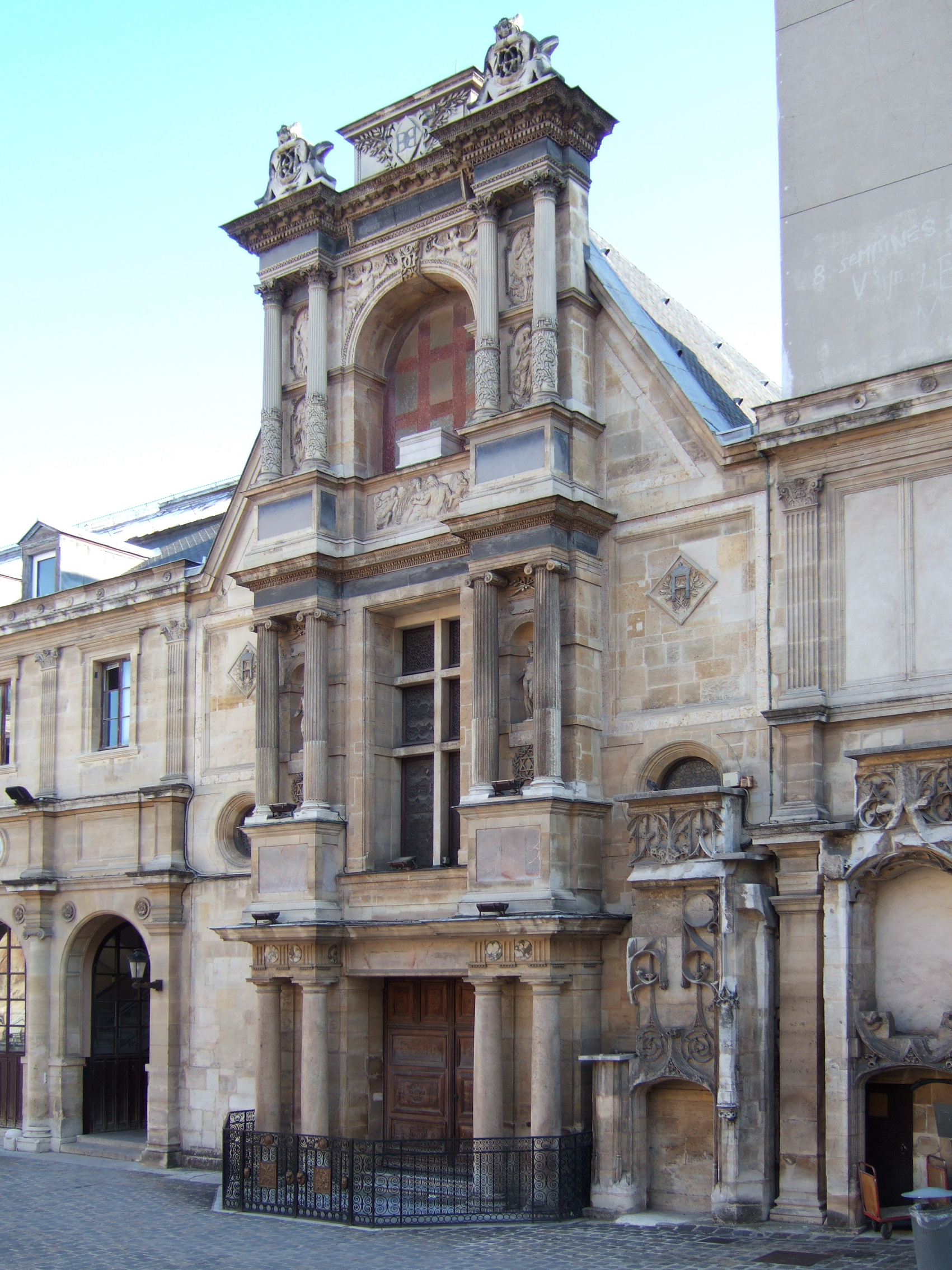
Façade de la chapelle de l'École, provenant d'Anet.
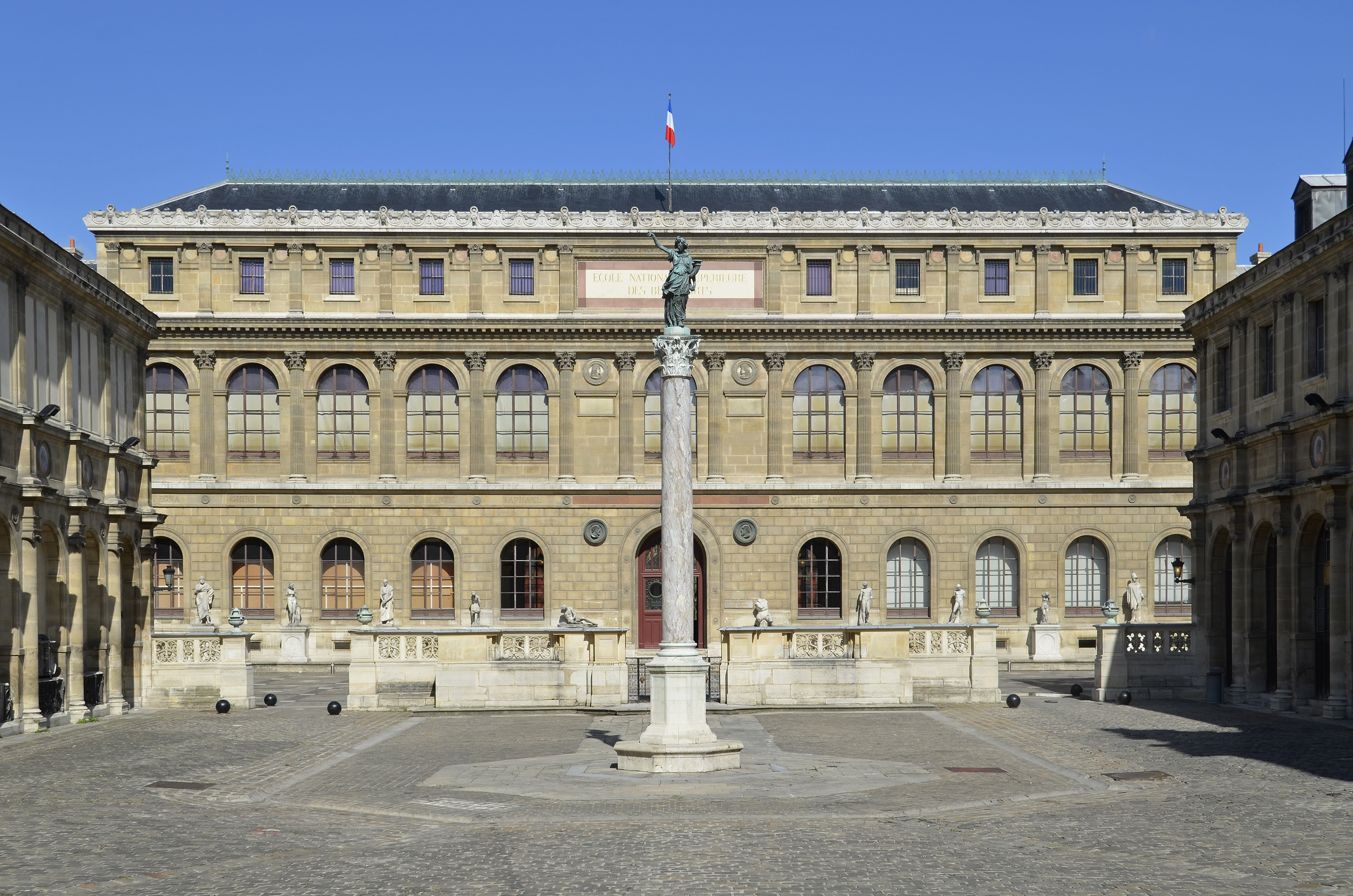
Le palais des Études.
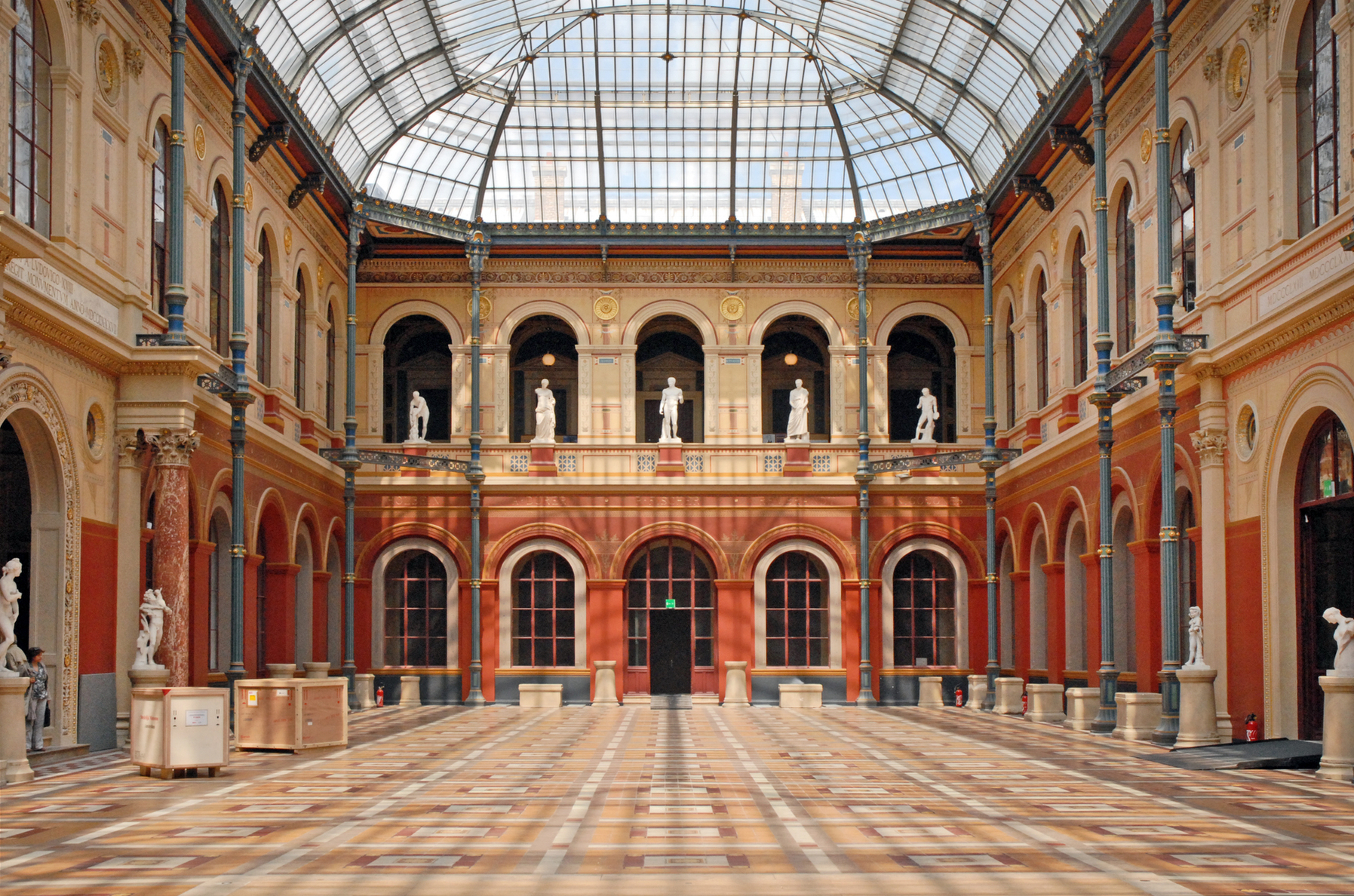
La cour vitrée du Palais des Études.
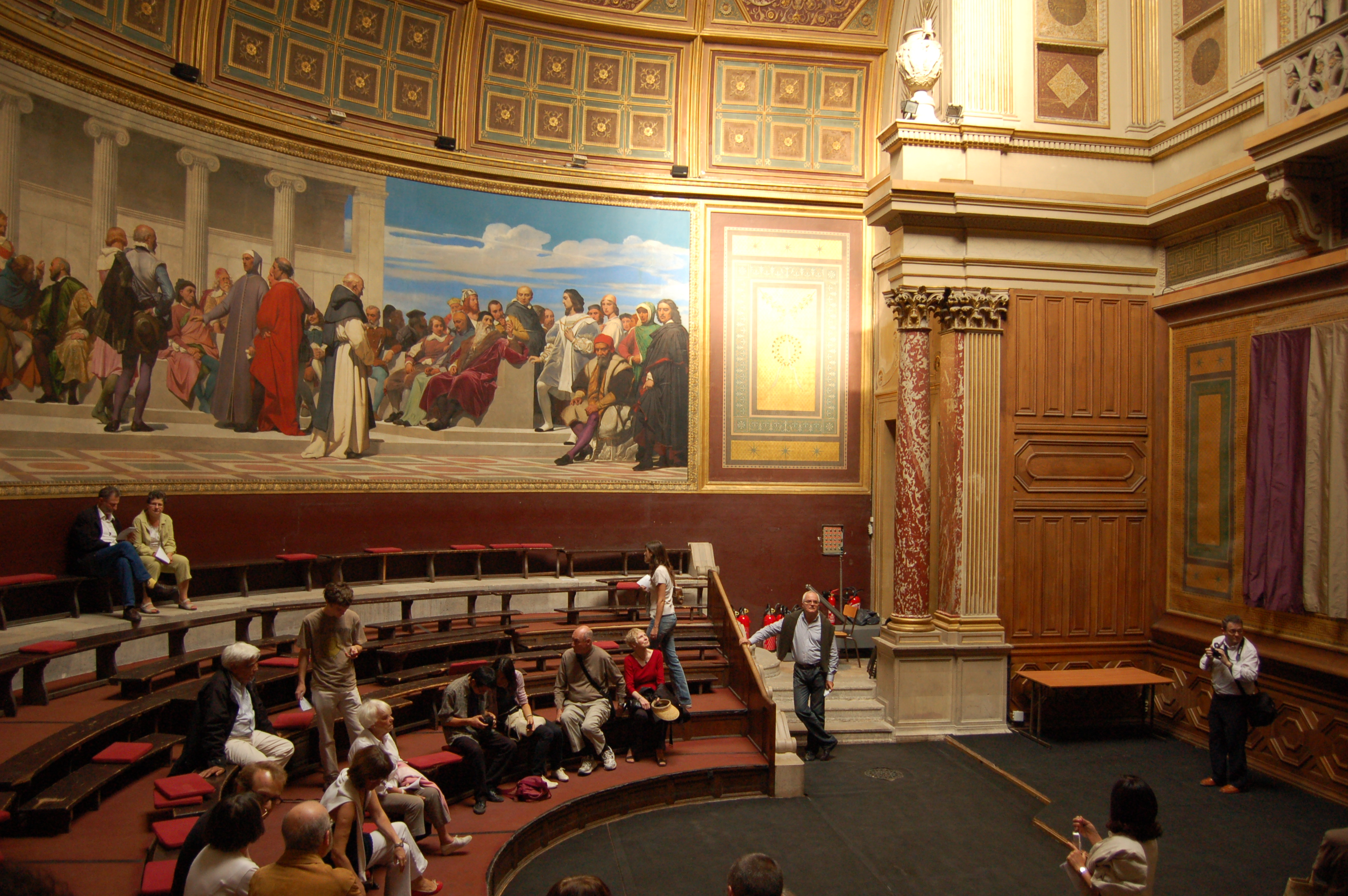
L'Hémicycle des Beaux-Arts, fresque de Paul Delaroche dans l'amphithéâtre d'honneur.

### Constructionsparasiteset restaurations

#### Un problème récurrent depuis 1969: le manque d'espace pour étudier
Après 1945, de nouveaux ateliers de trois étages, situés de part et d'autre de la salle dite de « la Melpomène », dont les halls du secrétariat, sont conçus par l'architecte Auguste Perret, étouffant les vieux bâtiments historiques, afin de tenter de satisfaire les effectifs grossissants très vite, surtout à partir de 1968 (9 UP d'architecture en 1976). De nouveaux locaux furent construits sur place, puis des extirpations d'UP complètes des locaux historiques se firent dans des locaux de plus en plus éloignés et éparpillés, rue Jacques-Callot dans le 6e arrondissement de Paris, avenue de Flandre dans le 19e arrondissement de Paris. À la fin des années 1970, le bâtiment d'études de la Cour des Loges fut surélevé de deux étages. Des locaux préfabriqués furent installés entre le Palais des Études et l'Hôtel de Chimay dans les années 1990. Le petit atelier historique de Georges Jeanclos, situé sur le flanc arrière droit du Palais des études fut détruit dans ces mêmes années.
En 2007, cinq nouveaux ateliers ont ouvert leurs portes à Saint-Ouen, en Seine-Saint-Denis : ceux de forge, céramique, matériaux composites, mosaïque et taille.

### Restaurations des lieux

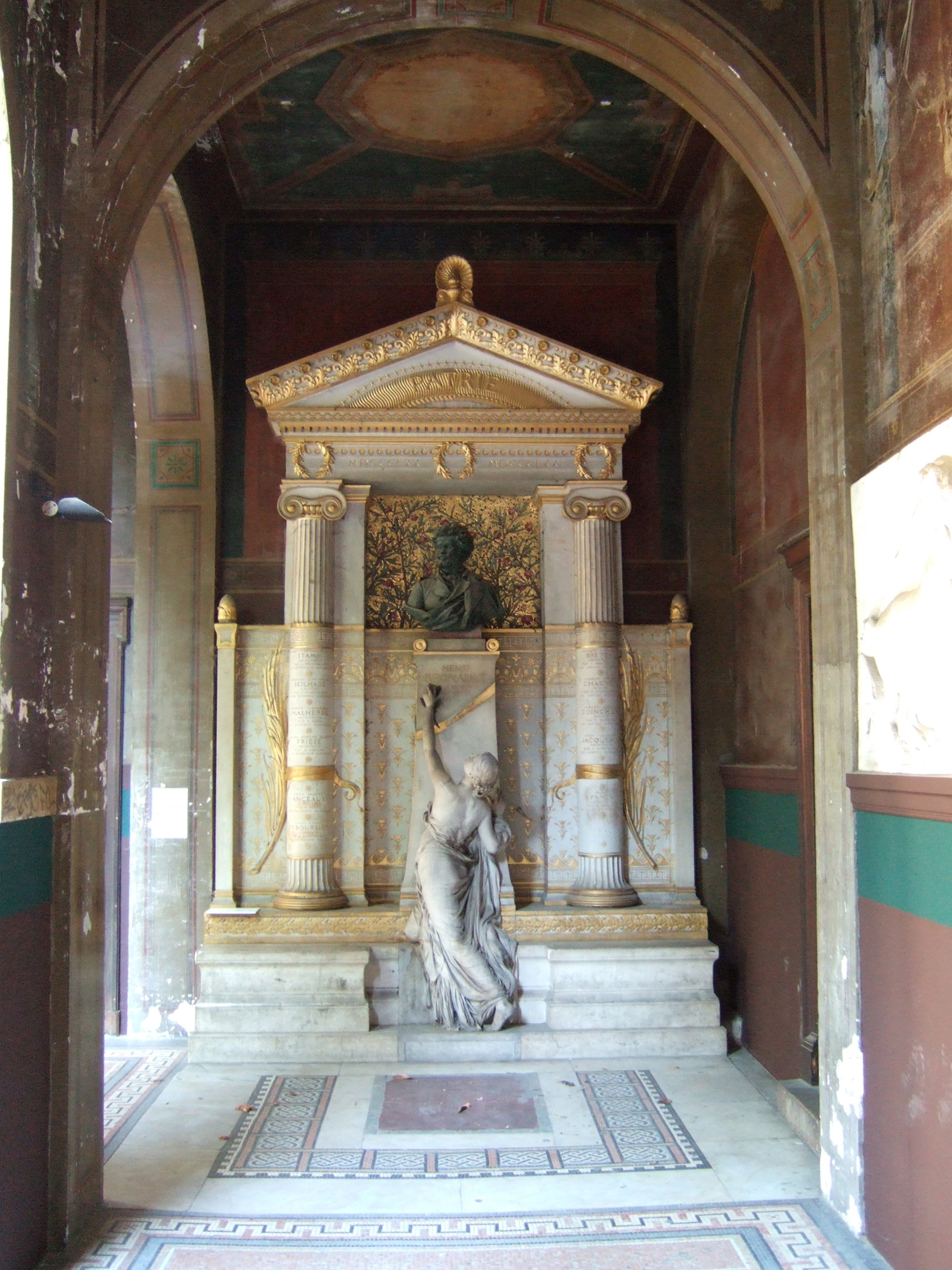
La galerie de la cour du Mûrier et le Monument à Henri Regnault.

Entre 1975 et 1985, le ministère de la Culture, privilégiant le patrimoine, fit effectuer de nombreuses restaurations des bâtiments historiques, étant donné d'importants restes de l'ancien musée des monuments français et du musée des Beaux-Arts :

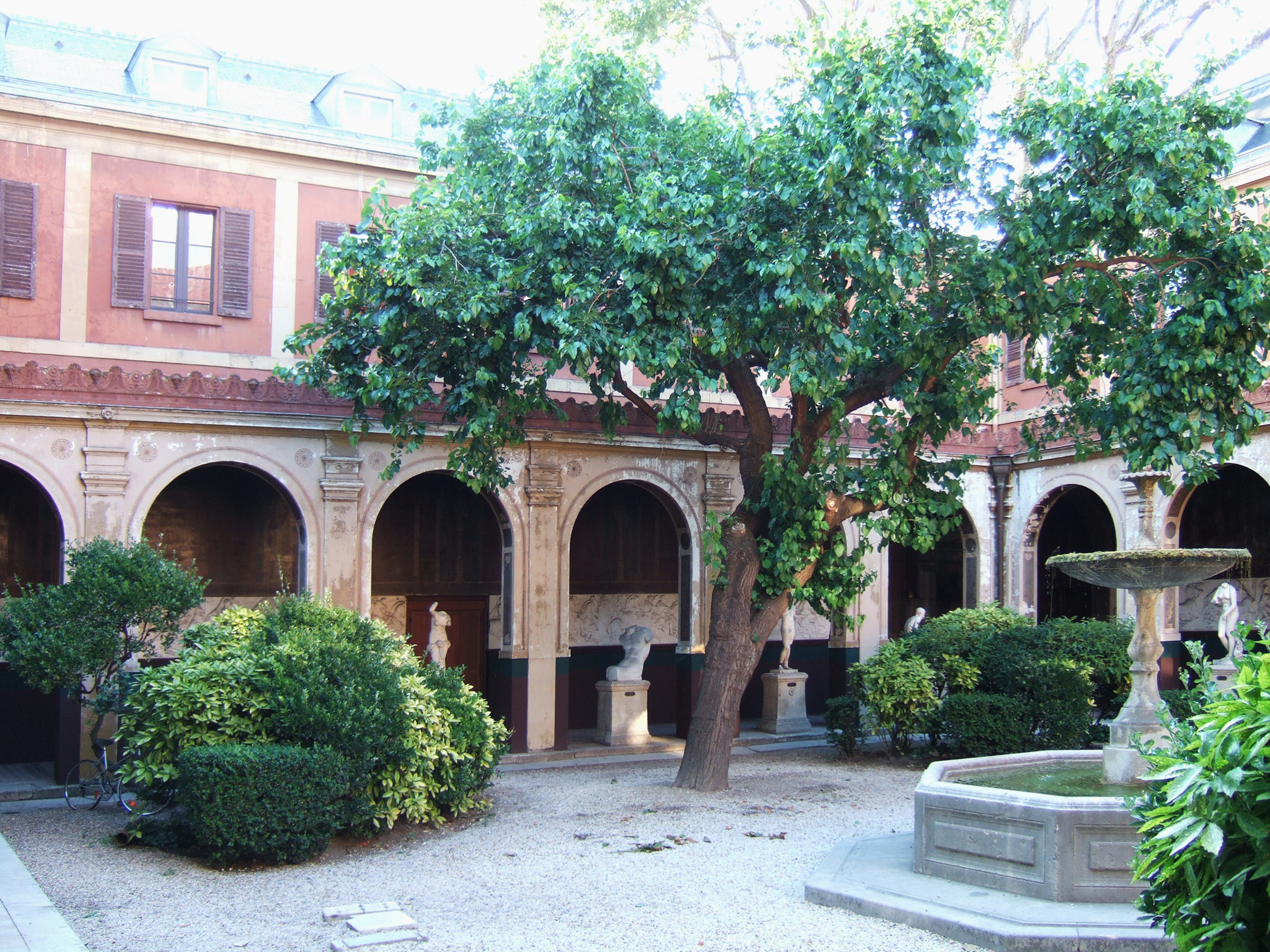
Cour du Mûrier.

- la cour Bonaparte comprenant nombre d'éléments muséaux architecturaux ;
- le palais des Études, où était située une bonne partie du musée d'Études, sa grande verrière, les murs peints des deux escaliers magistraux et les grands corridors ;
- la cour du Mûrier et ses galeries ;
- la cour de l'hôtel de Chimay ;
- et la chapelle qui, pendant les années 1970, contenait en réserve une partie de l'ancien musée des Beaux-Arts, parce que le principe de l'étude par copie à partir d'œuvres (originaux ou copies fidèles) fut quasiment abandonné.

### Modernisation des lieux
Dans le cadre d’une mise aux normes d’accessibilité aux personnes handicapées, l'école des Beaux-Arts a aussi effectué une rénovation de ses bâtiments avec l'installation de plusieurs ascenseurs dans les bâtiments historiques de l'école.

## Administration et pédagogie

### Histoire de ses pédagogies

#### Fonctionnement avant 1968
En 1793, la suppression de l'Académie royale de peinture et de sculpture et de l'Académie royale d'architecture par la Convention nationale suspend momentanément l'enseignement artistique académique — qui était jusqu'alors dispensé non pas dans une école, mais dans des ateliers particuliers par des professeurs « agréés » puis « reçus » par l'académie — tandis que l'enseignement de l'architecture est placé dans le cadre de la section du génie de l'École polytechnique. Sous la direction de Jean-Nicolas-Louis Durand, il se réduit progressivement à la science de l'ingénieur. L'enseignement artistique subsiste néanmoins dans des ateliers privés où le style éclectique se développe.
Avec la création de l'Institut de France en 1795, une première école est reconstituée par l'Académie des beaux-arts. Une école unique réunissant peinture, sculpture et architecture est créée le 1er floréal an V (20 avril 1797). Les professeurs sont choisis par les académiciens qui désignent aussi les autorités administratives de l'École. Ils décident des sujets et des lauréats du prix de Rome.
Ce mode de fonctionnement traditionnel est officialisé à la restauration avec l'ordonnance du 21 mars 1816 qui donne une existence officielle à l’École royale des beaux-arts. Toutefois, le rôle de l'Académie finit par se réduire, lorsque c'est finalement la réunion des professeurs qui désigne son représentant et son secrétaire perpétuel.

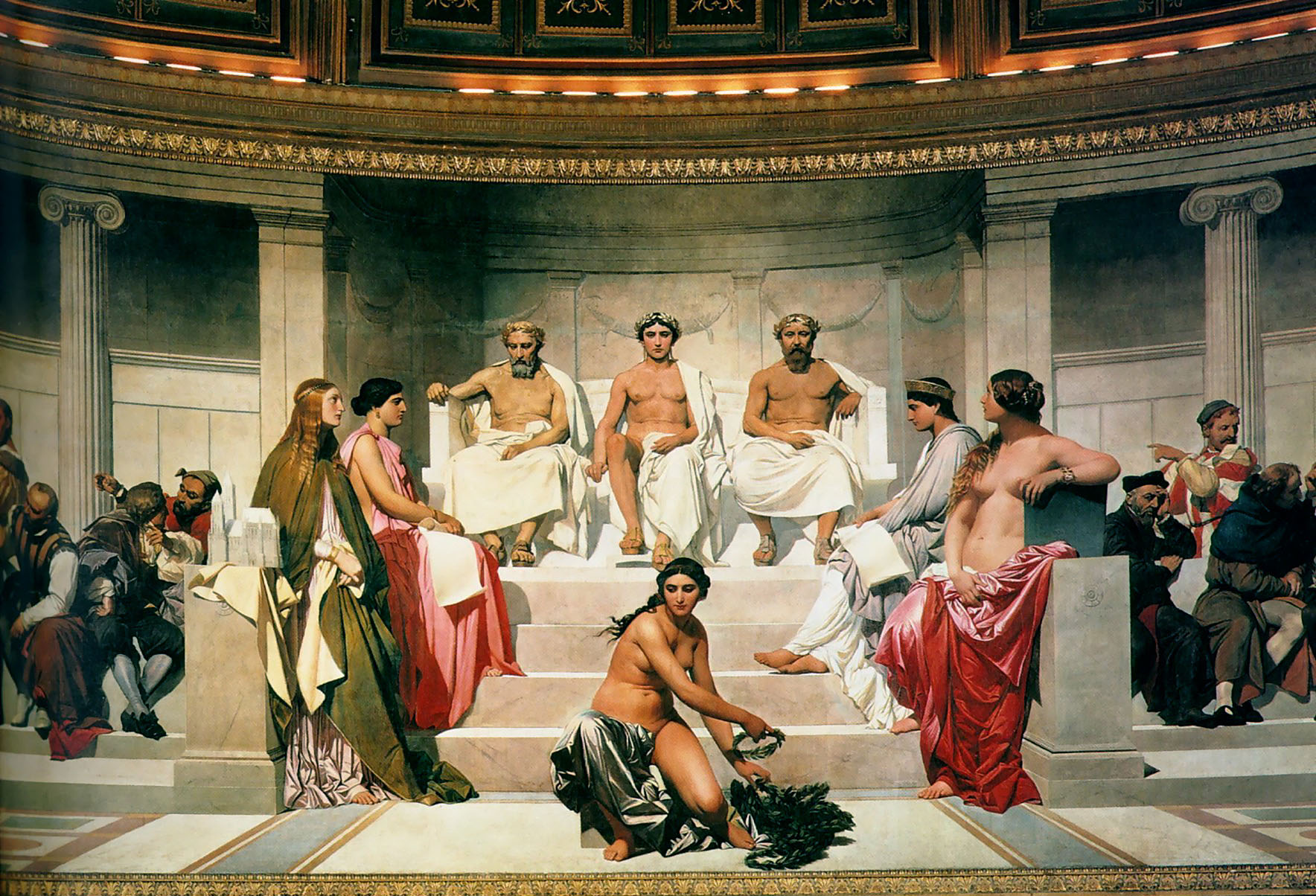
Paul Delaroche, L'Hémicycle des Beaux-arts (1841-1842, détail).

Après la transformation de l'École royale en École impériale des beaux-arts sous le Second Empire, la réforme de 1863 réduit l'emprise de l'Académie. L'école est placée sous la responsabilité du ministère de la maison de l'Empereur et des Beaux-Arts auquel est attribué, entre autres, la prérogative de désigner le directeur et les professeurs. Des ateliers préparatoires à l'École et des cours gratuits sont mis en place. Des ateliers officiels sont créés dans chacune des quatre sections. Dans celle d'architecture, il y en a trois (ceux d'Alexis Paccard, de Charles Laisné et de Simon-Claude Constant-Dufeux), mais des ateliers libres subsistent (on en dénombre sept en 1907).
L'École impériale ne devient École nationale des beaux-arts qu'après la chute de l'Empire en 1870 et l'instauration du régime républicain. Cette organisation du système pédagogique est confirmée par le décret du 30 septembre 1883, excepté l'organisation du prix de Rome et de sa préparation qui, depuis 1871, sont toujours sous la responsabilité de l'Académie des beaux-arts.
Les mouvements politiques et sociaux de mai et juin 1968 (l'école étant rebaptisée « Atelier populaire », des dizaines d'affiches militantes y étant réalisées) amènent le ministre de la culture d'alors André Malraux, pour rompre avec l'académisme et calmer les conflits politiques, à réformer en profondeur cette grande école. Il sépare l'architecture des autres disciplines en créant les unités pédagogiques d'architecture (UPA) sur tout le territoire ; elles sont devenues depuis les Écoles d'architecture, puis en 2005 le réseau des Écoles nationales supérieures d'architecture (ENSA).

#### L'accueil des architectes dans une aile du Grand Palais
Alors qu'une réforme de l’enseignement supérieur des architectes est annoncée par le décret Debré du 16 février 1962, l'avant-projet de réforme qui prévoit l'accueil des architectes au Grand Palais, daté du 11 septembre 1964, débouche sur l’espace inauguré le 10 septembre 1965 avec des travaux sur près de 2 500 m2 au Grand Palais, afin d'accueillir les 400 élèves du groupe C, répartis en cinq ateliers . Le directeur de l’ENSBA est cependant critiqué car il n'offre que 62 enseignants pour les 2 800 élèves architectes alors que l’École des ponts et chaussées, elle, en a 154 pour 314 élèves.
Le climat devient très militant, les élèves rallient des groupes d'extrême gauche, comme l'UJCml (Roland Castro et son ami Jacques Barda, Christian de Portzamparc, Jean-Marie Léon, Jacques Lucan, Gilles Olive, Pierre Gangnet) ou le CLER (Pierre Granveaud, Dominique Montassut).
Les élèves-architectes interpellent le ministre compétent par une lettre ouverte, le directeur lance un « SOS » afin de « ne pas sacrifier une génération entière d’élèves », sur fond d'ouverture annoncée de la première école nationale d’architecture à Marseille et d'une autre à Versailles pour la rentrée 1968-1969. Ensuite, le climat se tend en Mai 1968 et un décret de décembre 1968 détache l’enseignement de l’architecture de l’ENSBA. UP7, héritière du Groupe C de cette époque va être présente dans l’aile sud du Grand Palais jusqu’en 1980.

#### Réformes après 1968
De 1969 aux environs de 1985, dans les trois disciplines, Peinture - Gravure - Sculpture (PGS) les études se déroulaient en moyenne sur cinq années. Les étudiants étrangers déjà diplômés de l'École des beaux-arts de leur propre pays, dispensés de passer certaines unités de valeurs (UV) ne restaient fréquemment que deux années pour obtenir le DSAP (diplôme supérieur d'arts plastiques).
Le recrutement se faisait par concours : dessin, épreuve dans la discipline choisie et surtout un dossier de travaux effectués auparavant avec entretien avec quelques professeurs de l'École, le Jury. Pour les ressortissants français, l'admission à l'ENSBA se prépare souvent dans d'autres écoles :
- beaux-arts municipaux, régionaux (depuis le milieu des années 1970) Il n'a jamais existé d'école départementale contrairement aux écoles normales d’instituteurs et autres
- cours privés, particulièrement en région parisienne.
- spécificité parisienne : pour les jeunes Parisiens de milieu modeste, étant donné que la Ville de Paris, malgré une tentative avortée dans les années 1990, et les villes de banlieue n'ont jamais eu d'écoles de beaux-arts pour accueillir des étudiants à plein temps, ceux-ci ne pouvaient accéder directement après l'enseignement général aux études des beaux-arts, devant de fait se rabattre sur les études d'arts appliqués.

La réforme de 1969 a permis de démocratiser l'admission à l'École, d'un recrutement ultra sélectif (quelques dizaines d'élèves), l'École permit pendant une quinzaine d'années à environ 500 élèves par an d'être admis (environ 600 admis, dont 200 directement en atelier, pour 1400 postulants).
Pour l'accès au diplôme, l'étudiant était libre de prendre le temps qui lui convenait (ceci étant très favorable aux étudiants travailleurs) pour se présenter au diplôme avec l'accord du chef d'atelier qu'il avait choisi (et qui l'avait accepté) après avoir obtenu les 11 ou 14 unités de valeurs (UV), selon les sections, correspondant à autant de cours magistraux ou d'atelier spécialisés, dont deux UV la première année pour être autorisé à poursuivre. Bien que les études étaient censées officiellement se dérouler en cinq ans, comme il n'y avait pas d'« années », ni de section formalisant cela, l'élève artiste pouvait éventuellement mener un cursus libre d'un atelier ou d'une discipline à l'autre, voire passer les différents diplômes correspondant aux différentes disciplines.

##### Recrutement des professeurs
Jusque vers 1985, le Collège des chefs d'atelier, souvent des artistes très renommés, était recruté par cooptation externe ou interne d'anciens élèves, devenus assistants. Sous le ministère de Jack Lang le recrutement collégial fut supprimé pour un choix effectué directement par le ministère.

##### Diplômes délivrés
Entre 1969 et 1991, il n'y a qu'un seul diplôme, le diplôme supérieur d'art plastique (DSAP), avec mention de la discipline. Un étudiant diplômé du DSAP pouvait donc le repasser pour les deux autres disciplines à raison d'obtenir les quelques unités de valeurs spécifiques. Jusqu'à l'ouverture des facultés d'arts plastiques, le DSAP était le plus haut diplôme existant en pratique artistique en France, et très prisé par les étudiants-artistes étrangers.
Dans les années 1990, le DSAP est remplacé par le diplôme national supérieur d'art plastique (DNSAP), par ailleurs, un diplôme de 3e année, et des masters sont créés.

### Organisation actuelle

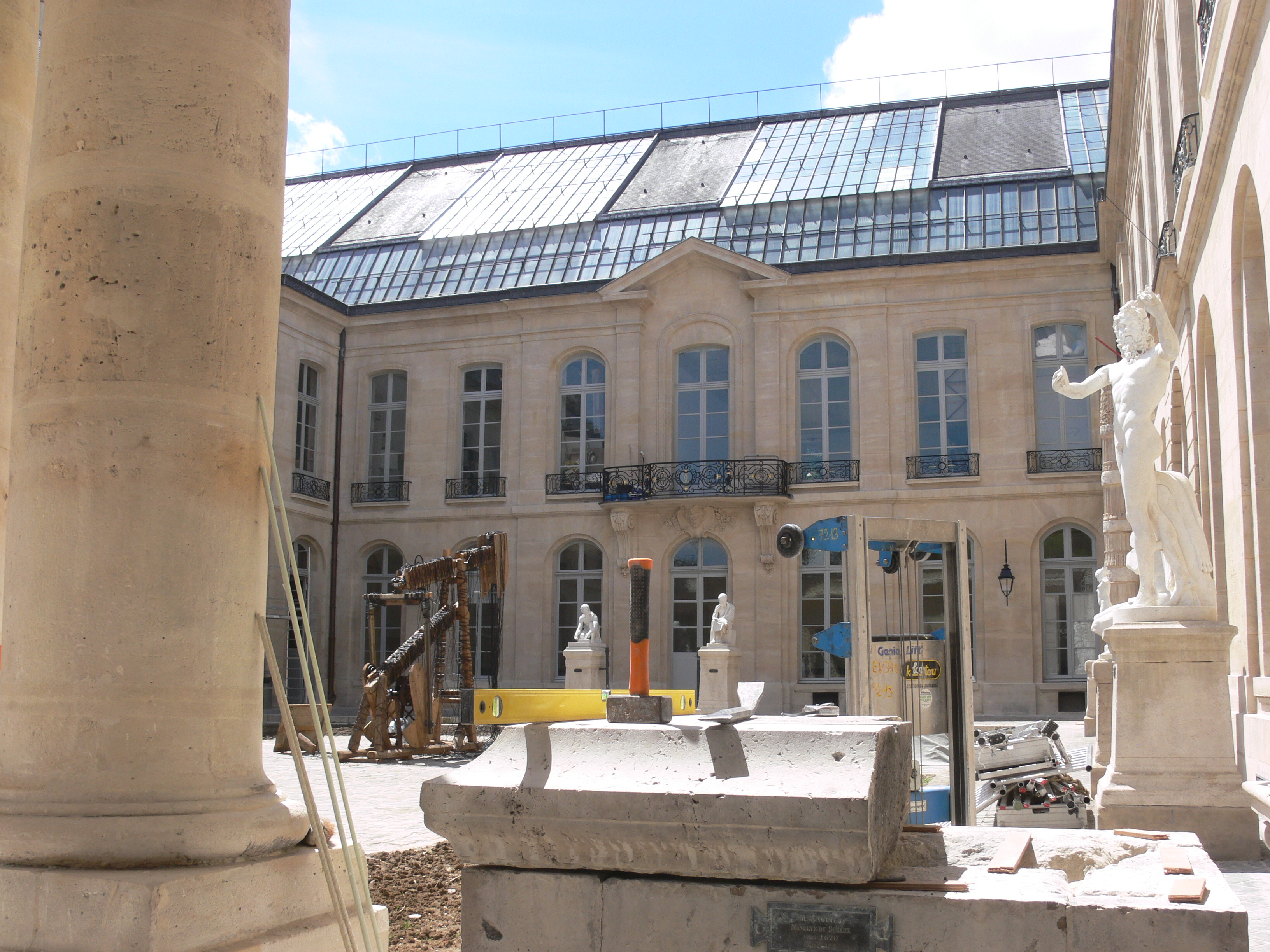
Entrée au 15 quai Malaquais donnant sur la cour de l'ancien hôtel de Chimay.

Les Beaux-Arts sont organisés en ateliers, contrairement à la plupart des autres écoles d'art qui fonctionnent par cours.
La durée des études à l’ENSBA est de trois années au minimum, de cinq années au maximum et d'une année post-diplôme non obligatoire.
Elle se décompose en :
- une première année pluridisciplinaire ; au cours du 1er semestre, les étudiants s’inscrivent dans un atelier, en fonction des rencontres et des échanges qu’ils auront eus avec les enseignants ;
- deux années de formation artistique, pratique et théorique. Ce premier cycle de 3 ans est sanctionné par un diplôme ;
- une année d’expérimentation et d’ouverture (stages, voyages) ;
- une année de préparation du diplôme.

Depuis 2006, l'enseignement est mis aux normes européennes et l'année scolaire se décompose en 2 semestres sanctionnés par un nombre d'UC (unités de crédit) minimum obligatoire.

### Polémique
En mars 2018, en plein mouvement #metoo, l’institution fait face à une crise : une pétition est lancée dénonçant le « harcèlement sexuel et moral » aux Beaux-arts de Paris. Elle est rédigée par cinq étudiants, qui citent six professeurs. La direction réagit en organisant une réunion d’information sur le sujet,.
Le ministère de la Culture missionne l’Inspection générale des affaires culturelles afin qu’elle enquête sur l’application des objectifs d’égalité hommes femmes dans l’école.
L'ouvrage Les Suffragettes de l'Art, consacré à l’histoire des femmes dans l'école, est victime lors de sa parution en 2024 d'autocensure : le chapitre dédié à cette polémique est expurgé,.

## Collections, conservation et expositions

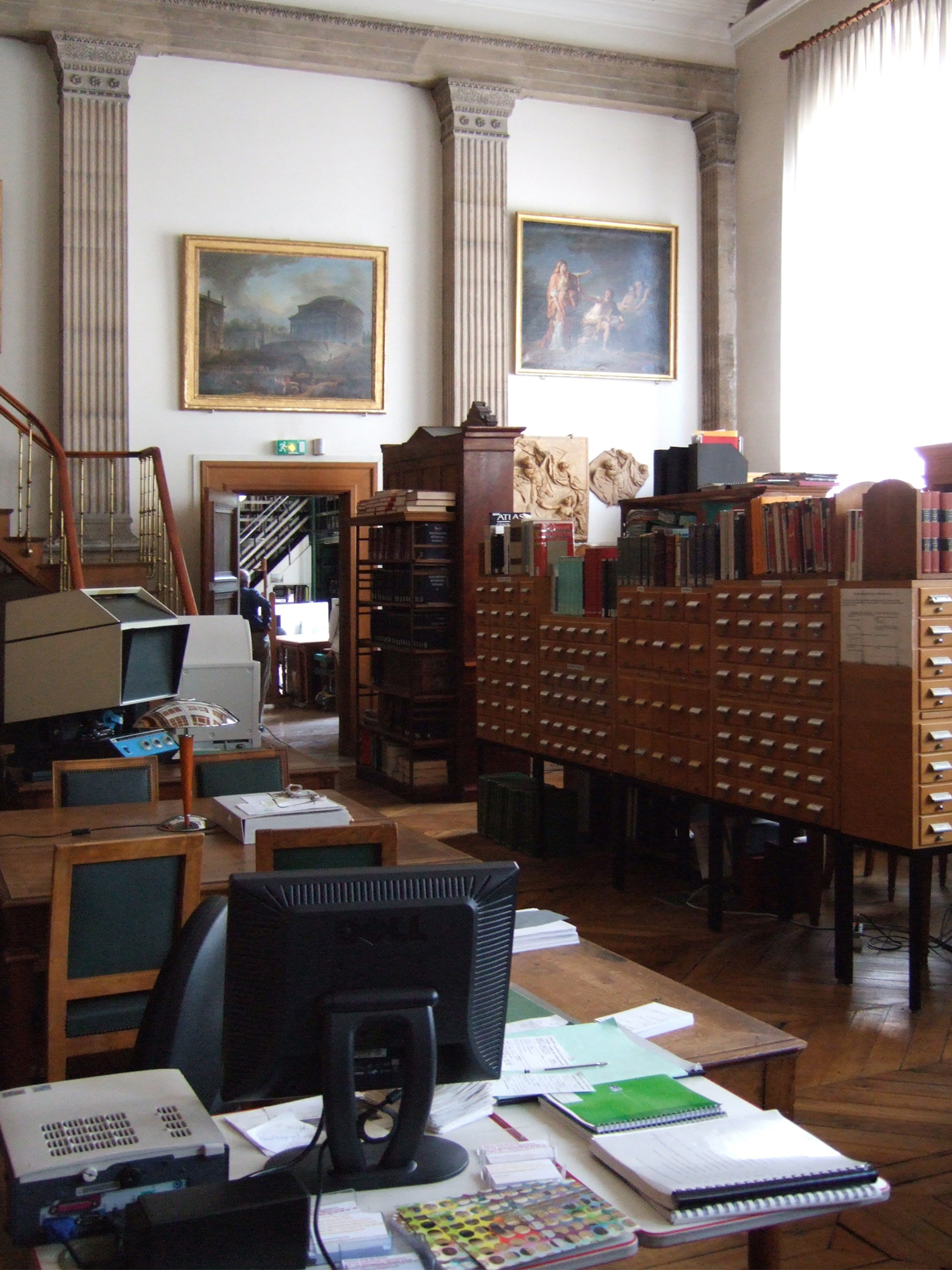
Les archives.

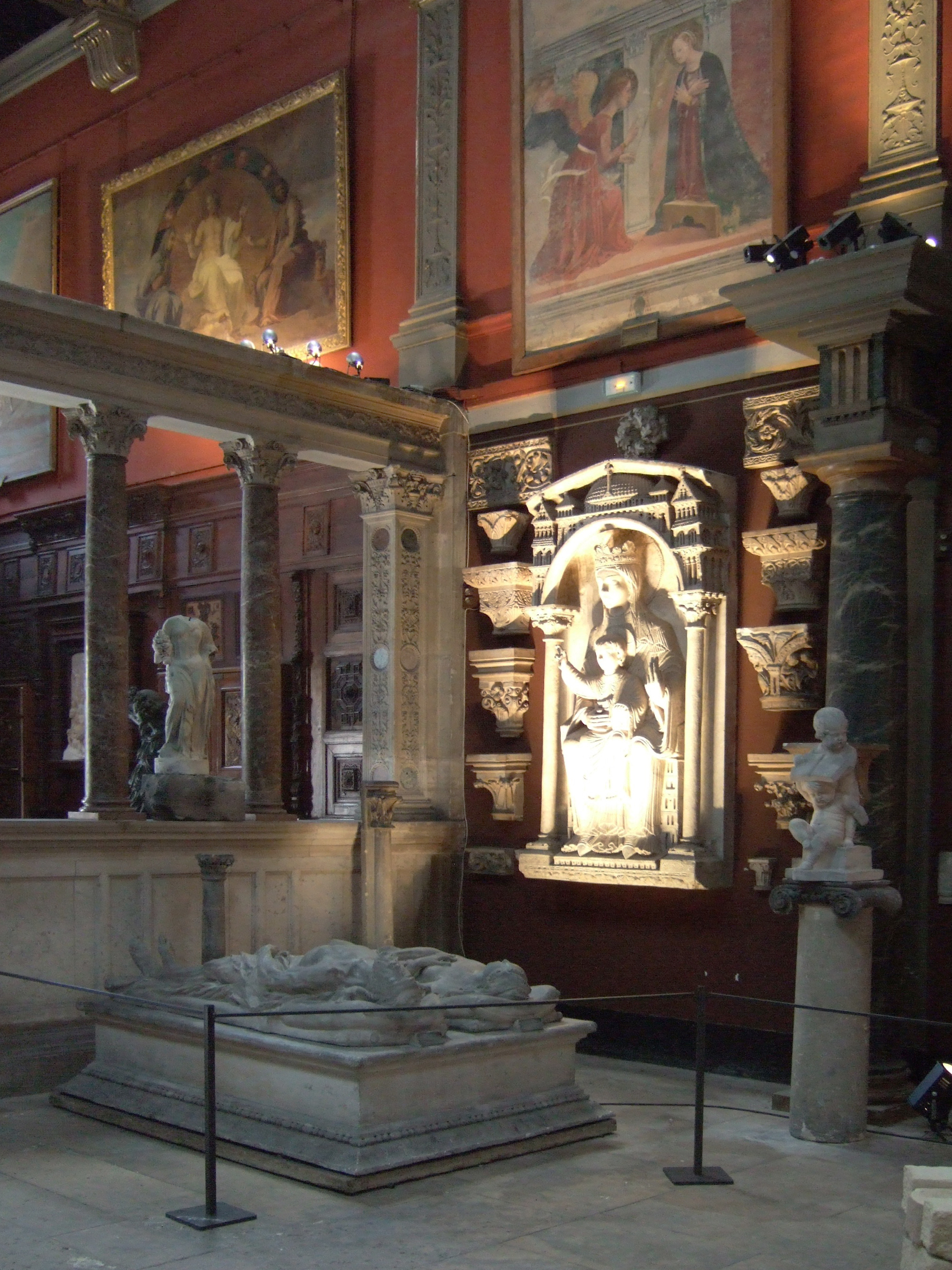
Collections de lapidaire de la chapelle.

L'École nationale supérieure des beaux-arts possède un immense patrimoine, légué par les Académies royales puis régulièrement augmenté jusqu'en 1968 des travaux de ses élèves (les prix de Rome entre autres), mais aussi de tous les modèles pédagogiques acquis pour leur formation ainsi que de donations exceptionnelles.
Fortes de près de 450 000 œuvres et ouvrages, les collections de l'École des beaux-arts permettent ainsi de reconstituer l'histoire de l'enseignement de l'art officiel en France, qui essaima dans le monde entier, en attirant des étudiants de tous les continents.
Ces collections se composent d'environ 2 000 peintures dont des œuvres de Nicolas Poussin (Mercure, Hersé et Aglaure), Antoine van Dyck, Hyacinthe Rigaud, Charles de la Fosse (L’Enlèvement de Proserpine, vers 1673), Charles-Joseph Natoire, Jean-Honoré Fragonard, Hubert Robert, Jacques-Louis David (Érasistrate découvrant la cause de la maladie d’Antiochius) et Jean-Auguste-Dominique Ingres, de 600 objets de différents types d'arts décoratifs, de 600 éléments d'architecture (fragments, parties de bâtiments anciens), d'environ 15 000 médailles, de 3 700 sculptures, de 20 000 dessins dont certains par Albrecht Dürer, Michel-Ange, Paul Véronèse, Le Primatice, Pontormo, Jacques Bellange, Nicolas Poussin, Charles Le Brun, Claude Lorrain, Rubens, Antoon Van Dyck, Jacob Jordaens , Rembrandt, François Boucher, Hubert Robert, Ingres, Géricault, Delacroix, Gustave Moreau ou encore Pierre Alechinsky, de 45 000 dessins d'architecture, de 100 000 gravures et estampes dont certaines par Dürer ou Lucas Cranach l'Ancien notamment, de 70 000 photographies datant pour la majeure partie de la période 1850-1914, de 65 000 livres datant du XVe au XXe siècle (dont 3 500 pour les XVe et XVIe siècles), de 1 000 pièces d'archives manuscrites (lettres, inventaires, registres, notes) ainsi que de 390 importants manuscrits enluminés, complets ou fragmentaires.

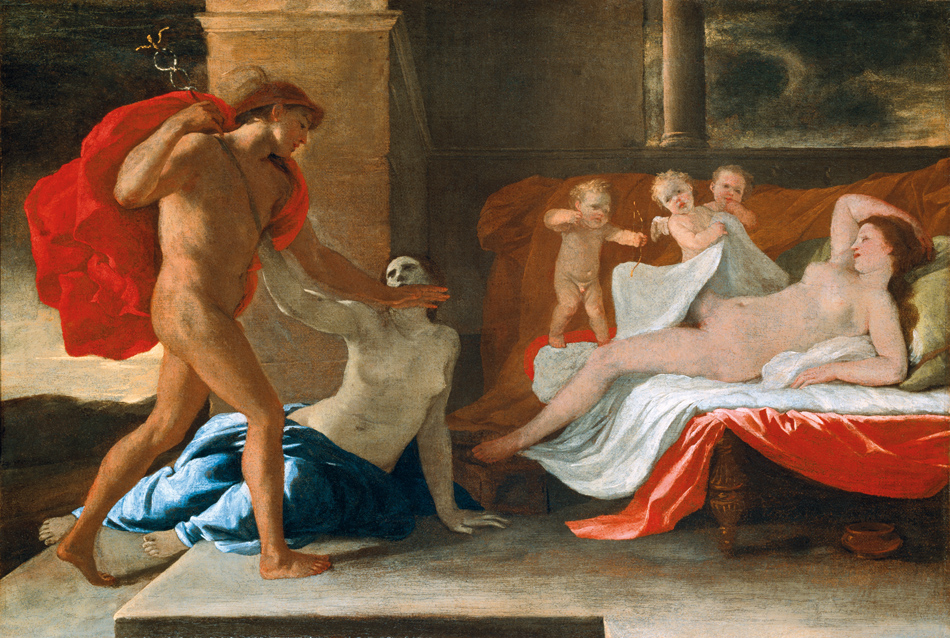
Nicolas Poussin, Mercure, Hersé et Aglaure.

Si ces collections ne sont pas présentées de façon permanente, elles font l'objet d'expositions régulières au sein de l'École ou font l'objet de prêts. S'agissant des dessins, le cabinet Jean Bonna a été inauguré en 2005 : deux expositions y sont organisées chaque année à partir du fonds de l'École, alors qu'une troisième est consacrée à un artiste contemporain. Les étudiants de l'École, ainsi que les étudiants à partir du 3e cycle et chercheurs en histoire de l'art, ont la possibilité de consulter la documentation et les œuvres communicables, sur rendez-vous, en salle de lecture.
Par ailleurs, la majorité des œuvres est décrite dans le Cat'zArts, qui est un catalogue numérisé des œuvres graphiques, manuscrits, peintures et sculpture. Cette base de données comprend déjà près de 80 000 notices dont environ 48 000 sont illustrées. Certains fonds sont également décrits dans la base Joconde du ministère de la Culture, et une intégration dans le moteur de recherche Collections de ce même ministère est actualisée.
Le catalogue Cat'zArts-Livres, également accessible par internet, permet quant à lui de consulter les références des livres imprimés et des périodiques. Dans le cadre de son partenariat avec l'Institut national d'histoire de l'art (INHA), les références des ouvrages du service des collections peuvent être consultées par le biais du catalogue collectif de l'INHA ; elles sont à terme reversées dans le catalogue national SUDOC.

Choix d'œuvres de la collection
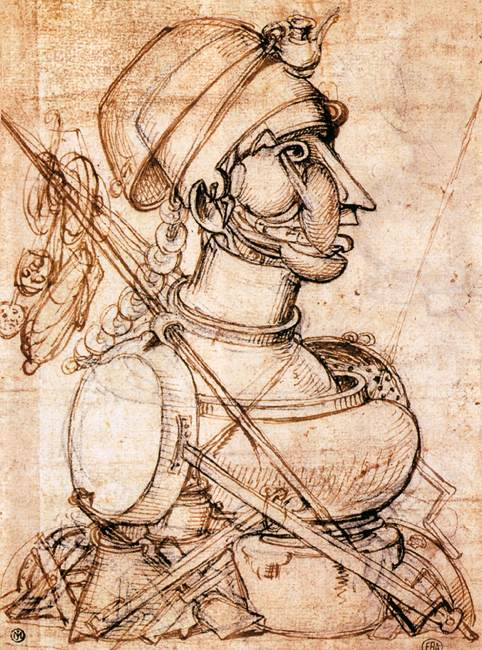
Carlo Urbino, L'art de cuisiner (2e moitié du XVIe siècle).
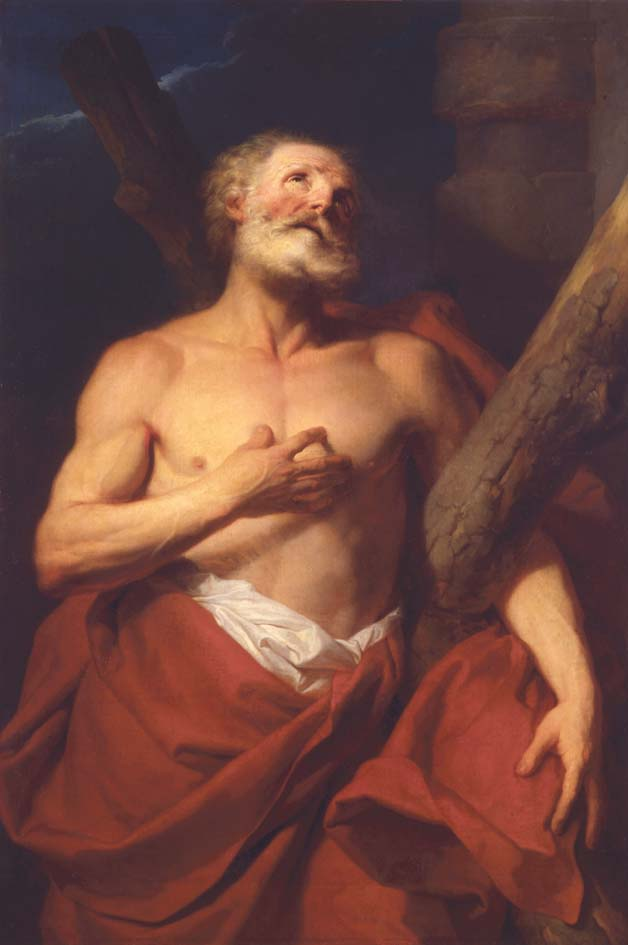
Hyacinthe Rigaud, Saint André.
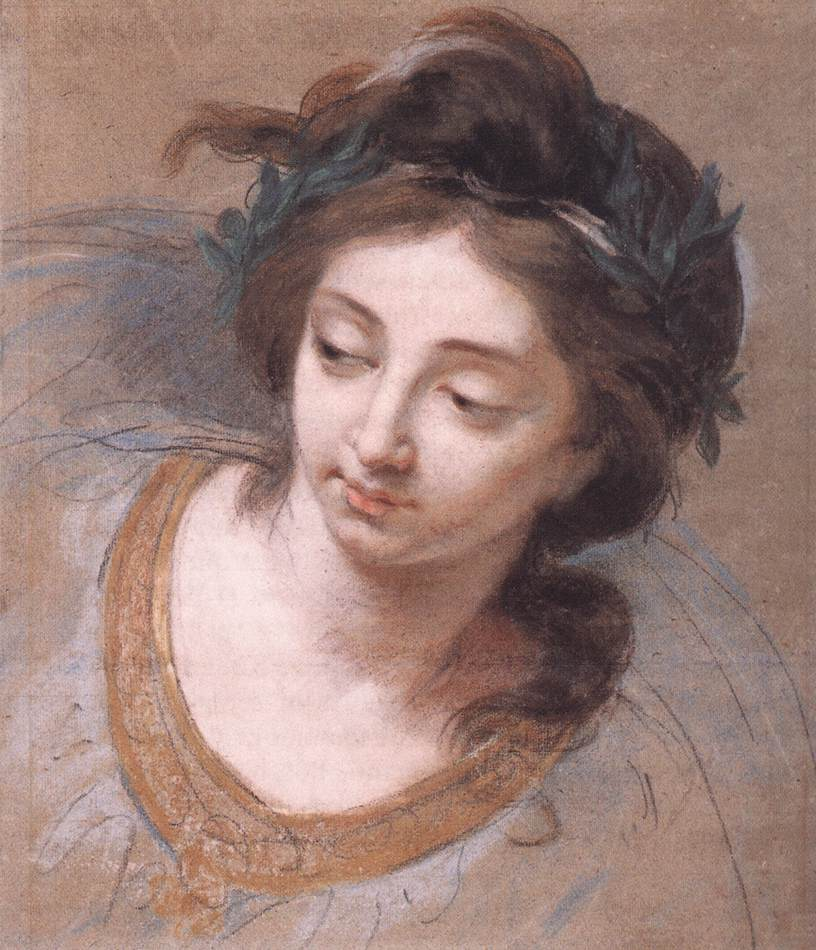
Élisabeth Vigée-Lebrun, Tête de femme (1780).
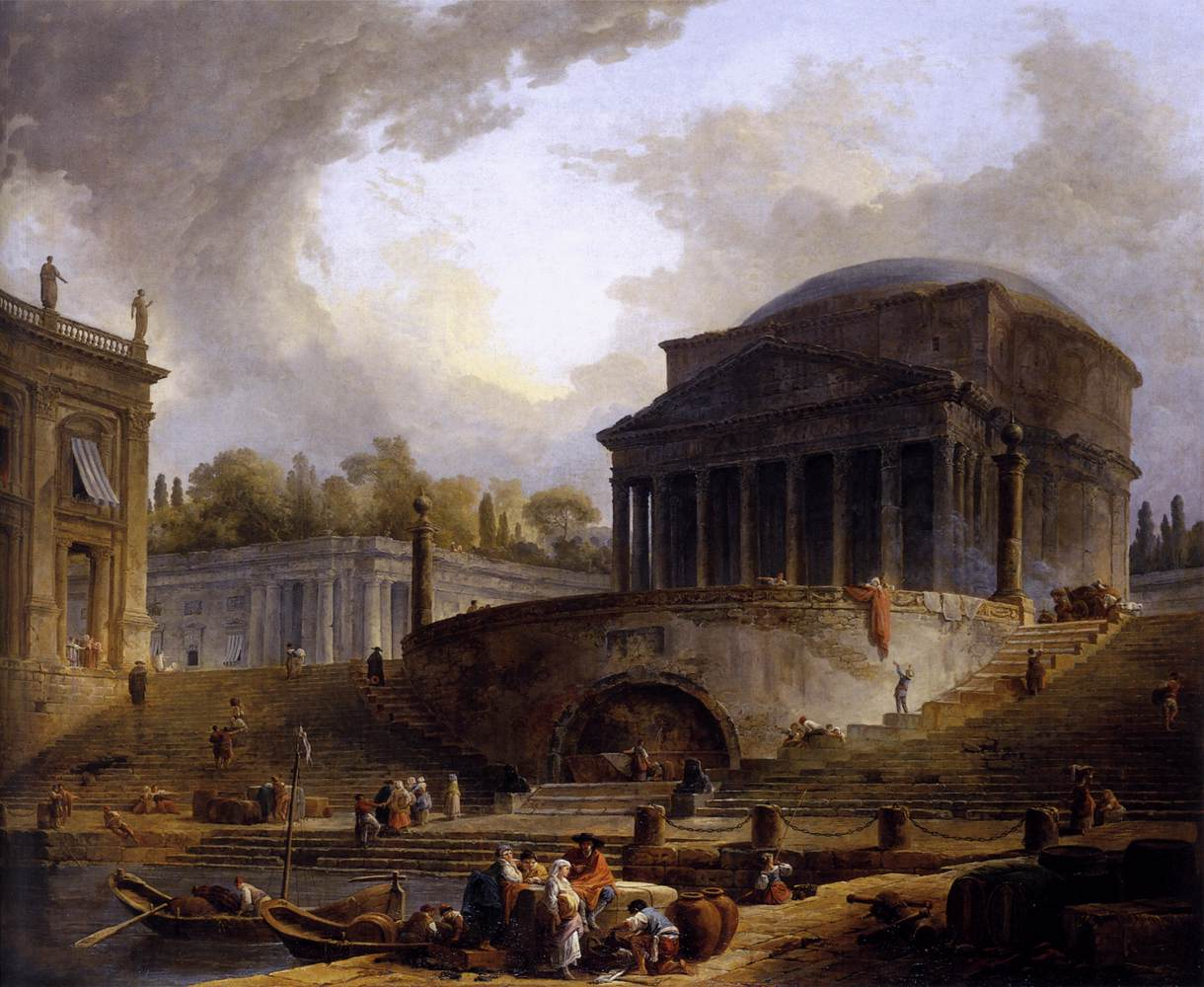
Hubert Robert, Vue de Ripetta (1766).
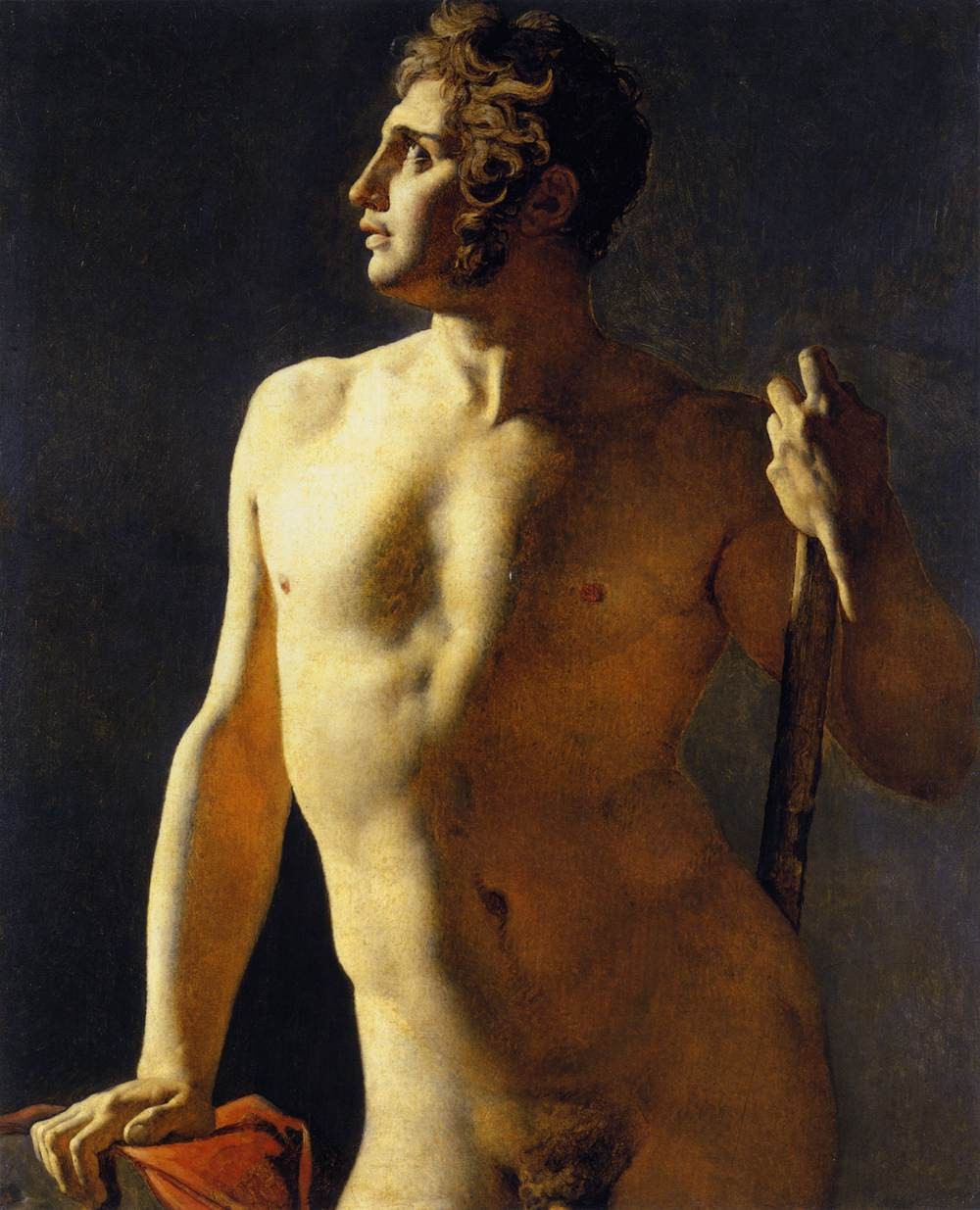
Ingres, Étude de nu (1801).

## De la Bibliothèque des beaux-arts à la médiathèque

### Histoire du lieu

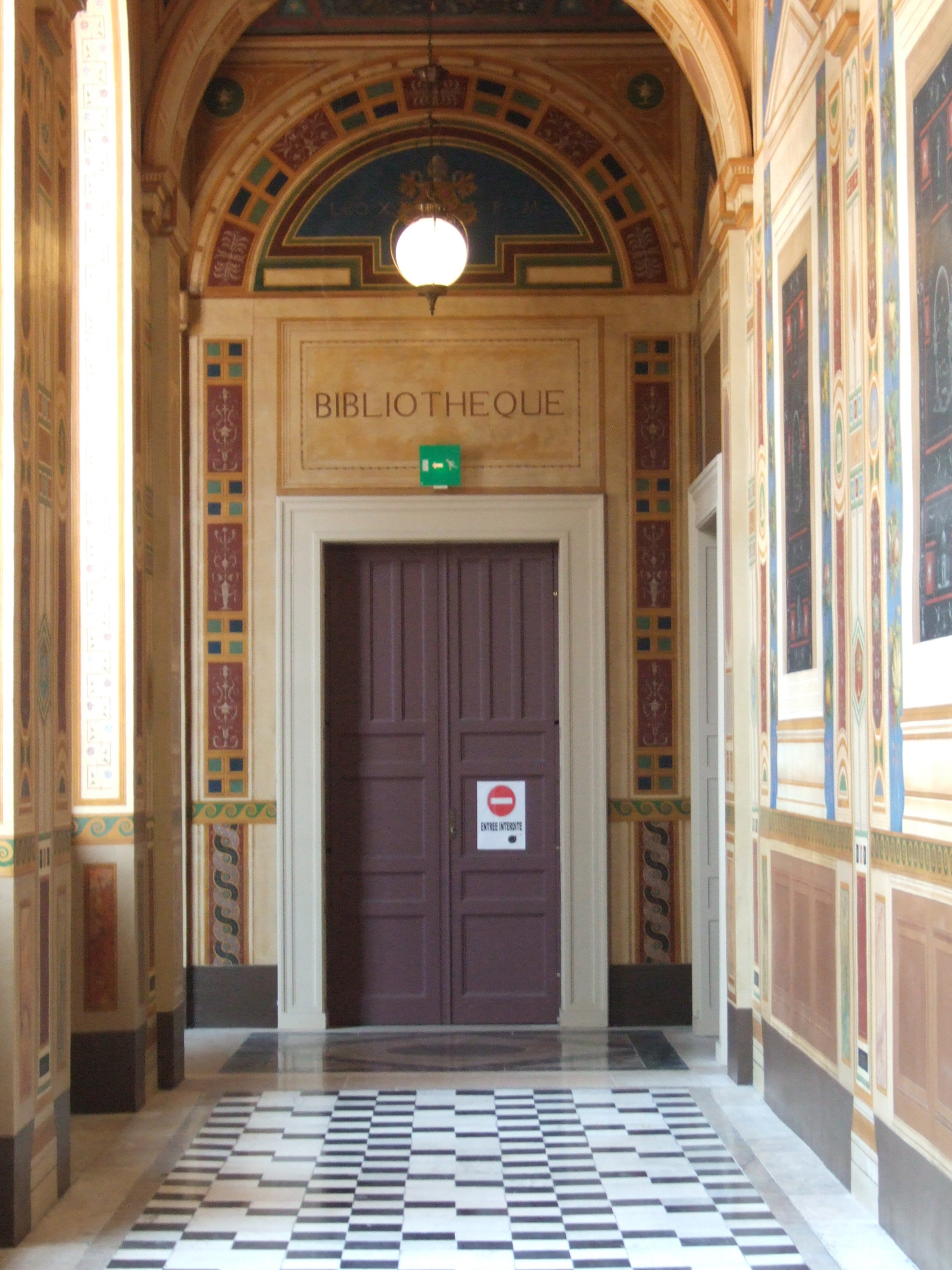
La bibliothèque.

Dans le Catalogue méthodique de la bibliothèque de l'École nationale des beaux-arts rédigé en 1873 par Ernest Vinet, premier bibliothécaire de l'École, celui-ci écrivait que « parmi les grandes institutions publiques dont Paris s'honore, l'École des beaux-arts était, à la fin de 1862, la seule qui n'eut point encore de bibliothèque… c'était un amas de livres inaccessible, inconnu, ce n'était point une bibliothèque. » Les choses ont bien changé.
Depuis l'origine de l'École, il n'existait pas de local pour permettre aux élèves de consulter les livres, les manuscrits, les estampes, les dessins d'académie ou d'architecture que l'École possède. Ils étaient déposés dans l'attique situé au-dessus de la galerie des modèles ou dans des cabinets. Les envois de Rome étaient archivés à la bibliothèque de l'Institut.
Pourtant une bibliothèque était prévue sur les plans de François Debret et de Félix Duban, comme sur les projets des professeurs de l'École. En 1861, ceux-ci décident de créer une salle de lecture dans l'ancienne galerie de présentation des maquettes d'architecture qui se trouvait dans l'aile est du Palais des Études.
Ernest Vinet est nommé bibliothécaire le 17 décembre 1862. Félix Duban est chargé de faire cette transformation avec ses conseils. Cette création est contemporaine de la réforme de l'École de 1863. La nouvelle bibliothèque ouvre ses portes aux élèves le 25 janvier 1864. C'est une salle rectangulaire de 20 m par 8.
Dans son rapport de 1863, Vinet présente la bibliothèque et en particulier les meubles qui ont dû être créés pour recevoir certains grands documents et placés dans deux grandes épines dans l'axe médian de la salle : « L'École possède un grand nombre de dessins d'architecture qui forment cent soixante volume in-folio. Il est de ces volumes qui n'ont pas moins de 1,70 m de hauteur. Ce qui nous contraint à leur consacrer des meubles tout exprès ». Les rayonnages sont placés contre le mur face aux fenêtre. Des tables sont placées dans l'axe médian, entre les meubles, pour recevoir douze à quinze lecteurs. Sous les fenêtres ont été placés des casiers mobiles avec des médaillers vitrés. Des tableaux de l'ancienne Académie royale de peinture sont placés sur les murs.
Dans les années 1940, il devient évident qu'il faut agrandir la bibliothèque. En 1967, la bibliothèque est agrandie d'une salle des périodiques et d'une bibliothèque pour les études élémentaires placées dans la galerie nord du Palais des Études. La bibliothèque est rénovée en 1975.
Dans les années 1990, le mécénat grec des « Amis de Stratis Andréadis » a permis la transformation de la bibliothèque en médiathèque d'actualité portant son nom, qui a ouvert ses portes en 1994.

### Bibliothécaires
- Ernest Vinet (1804-1878), du 17 décembre 1862 à 1878.
- Eugène Müntz (1845-1902), sous-bibliothécaire de 1876 à 1878, bibliothécaire de 1878 à 1883, conservateur de 1881 à 1883, professeur d'histoire de l'art et d'esthétique de 1884 à 1893.

### La médiathèque d'actualité Stratis Andréadis

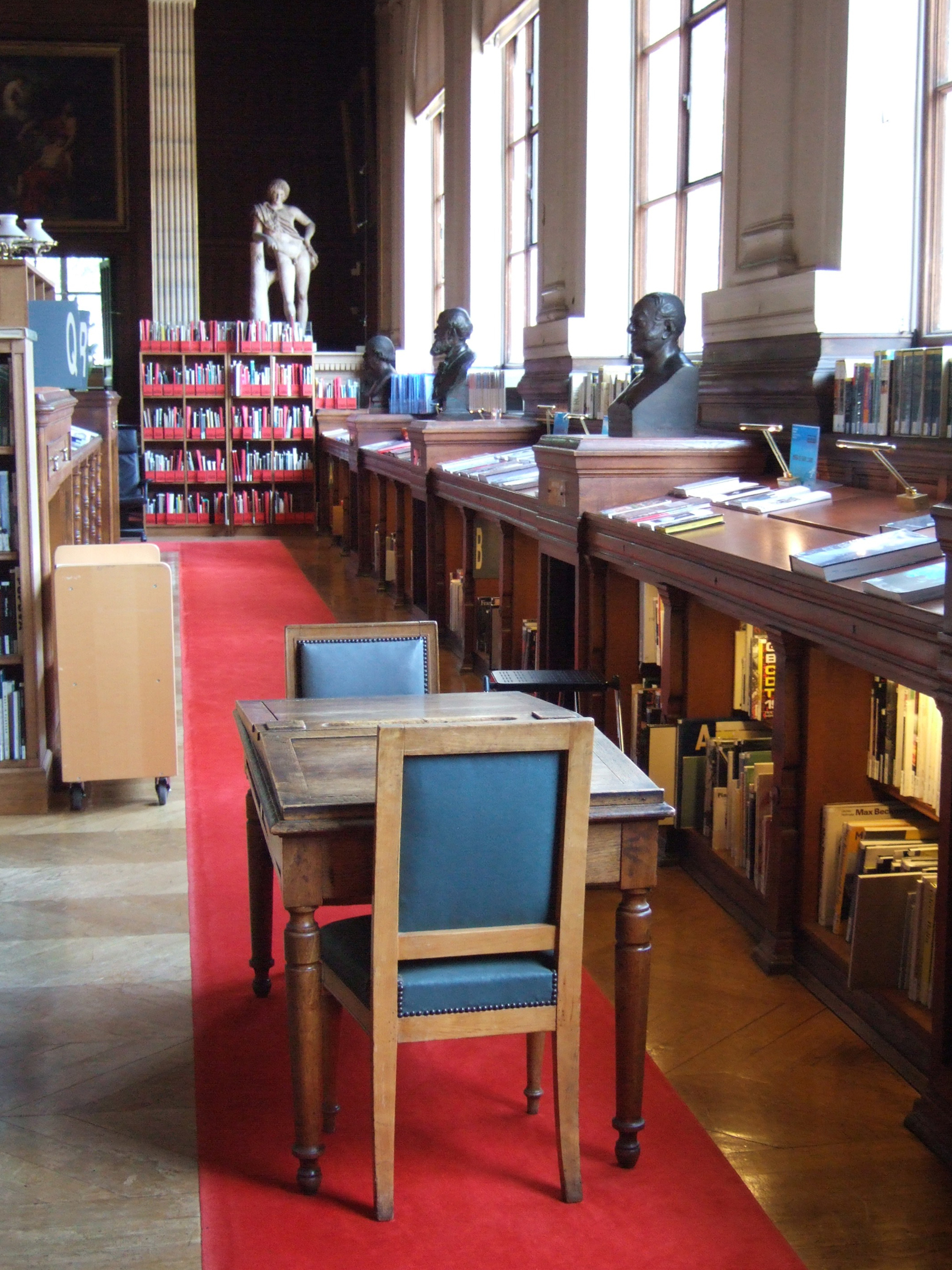
La médiathèque.

Logée dans la cour vitrée du Palais des Études, la Médiathèque de l'École des beaux-arts de Paris a répondu aux exigences de l'enseignement artistique, jusqu'alors uniquement enrichi et documenté par les activités du CID (1974). Créé en 1983 sous le nom de Salle d'actualité/CID à l'initiative de Mathilde Ferrer et d'un groupe de documentalistes issues de l'Institut de l'Environnement, grâce au soutien du directeur F. Wehrlin et de quelques enseignants tels que Georges Jeanclos, ce service comblait une lacune, celle d'une information actualisée sur l'art contemporain et l'enseignement artistique[réf. nécessaire].
La médiathèque comporte un fonds composé de livres, catalogues d'expositions, monographies d'artistes, périodiques français et étrangers, dossiers thématiques, documents audiovisuels, photographies numériques des travaux d'élèves. Le fonds est en libre accès dans sa majeure partie et s'adresse en priorité aux étudiants et enseignants de l'École, mais est accessible à toute personne extérieure qui justifie de travaux de recherche, étudiants, universitaires, critiques, artistes.

### Expositions publiques
Dans sa galerie d'expositions donnant sur le quai Malaquais, au numéro 13, l'ENSBA organise des expositions variées en rapport avec les beaux-arts et y présente également parfois ses collections. Cet ensemble comporte une grande salle au rez-de-chaussée et plusieurs autres salles à l'étage. Les lieux peuvent être loués. Le premier Salon de la Jeune Peinture s'est tenu ici en 1950 et le second en 1951.

#### Lieu de tournage
- 2022 : Maria Rêve de Lauriane Escaffre et Yvonnick Muller
- 1988 : Camille Claudel de Bruno Nuytten

## Membres des Beaux-Arts de Paris

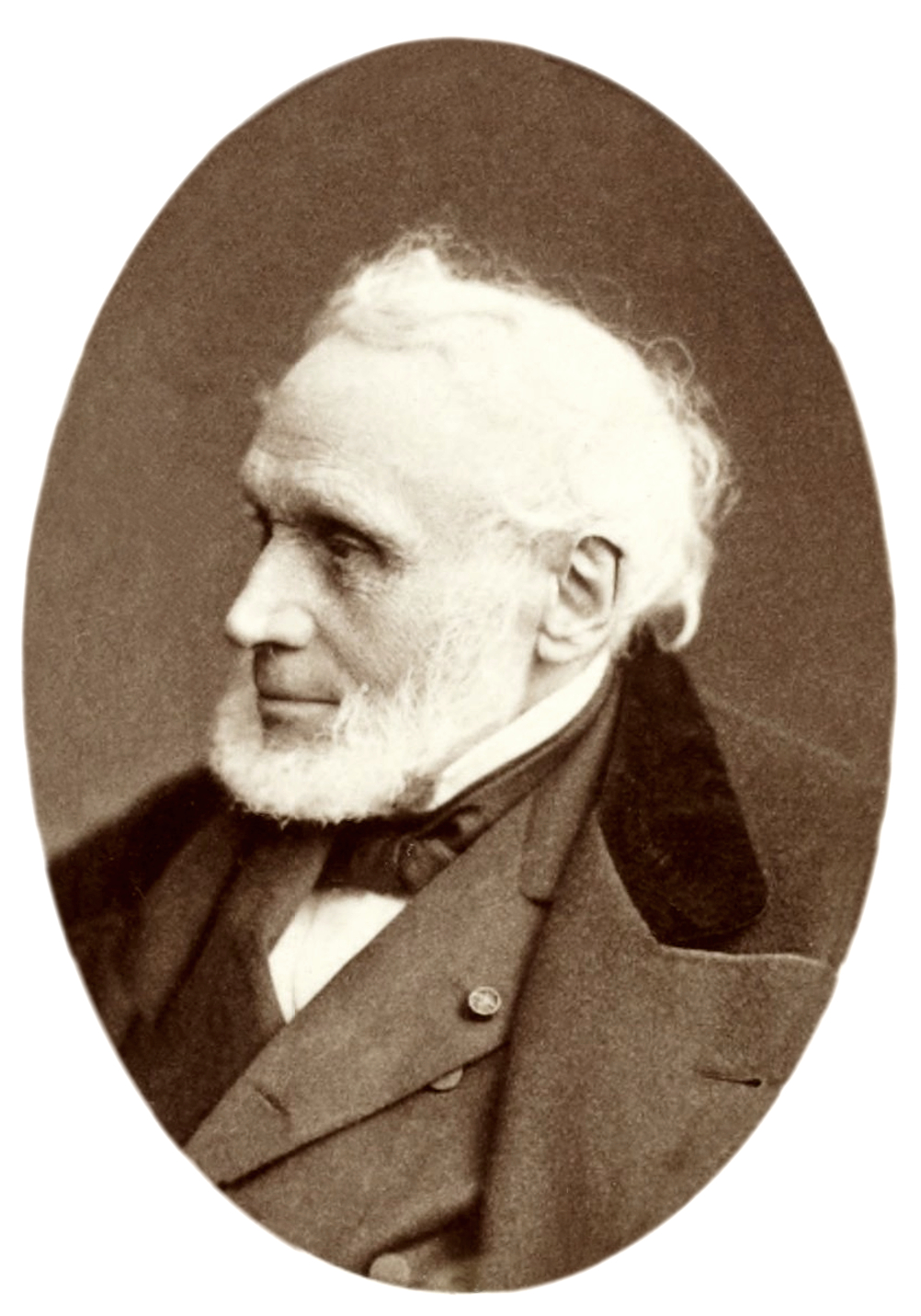
Joseph-Nicolas Robert-Fleury, premier directeur en titre de l'École.

### Direction

#### De 1795 à 1863
De 1795 à la réforme du 15 novembre 1863, l'École est dirigée par un conseil de professeurs.
Ce conseil, formé au départ de douze artistes — six peintres et six sculpteurs —, est secondé par un secrétaire perpétuel.
La République de 1848 crée un poste de directeur administratif : ce fut d'abord Charles Blanc, qui fut remplacé par Alfred d'Orsay en juin 1852 sur ordre de Louis-Napoléon Bonaparte, président de la République.

#### Les directeurs depuis 1863
- Joseph-Nicolas Robert-Fleury, de 1863 à 1865.
- Eugène Guillaume, de 1866 à 1870[30].
- Eugène Guillaume, de 1870 à 1870, second directorat.
- Charles Blanc, de 1870 à 1873, second directorat.
- Charles-Philippe de Chennevières-Pointel, de 1873 à 1878.
- Paul Dubois, de 1878 à 1905.
- Léon Bonnat, de 1905 à 1922.
- Albert Besnard, de 1922 à 1932.
- Emmanuel Pontremoli, de 1932 à 1937.
- Paul Landowski, de 1937 à 1942.
- Paul Tournon, de 1942 à 1948.
- Nicolas Untersteller, de 1948 à 1967.
- Jean de Saint-Jorre, de décembre 1967 à octobre 1968, directeur par intérim[31].
- Jean-René Bertin, de 1968 à 1978.
- Jean Musy, de 1978 à 1982.
- François Wehrlin, de 1982 à 1989.
- Yves Michaud, de 1989 à 1996.
- Alfred Pacquement, de 1996 à 2000[32].
- Henry-Claude Cousseau, de 2000 à 2011[33].
- Nicolas Bourriaud, de 2011 à 2015[34].
- Jean-Marc Bustamante, de 2015 à 2018[35].
- Jean de Loisy, de 2019 à 2021[36].
- Alexia Fabre, du 25 janvier 2022 au 13 mars 2025.

### Le corps professoral

#### Enseignants avant 1968

##### Ateliers d'architecture
- Louis-Jules André, jusqu'en 1890
- Louis-Pierre Baltard, théorie, nommé en 1818
- Paul Blondel, jusqu'en 1897
- Guillaume Abel Blouet, théorie, nommé en 1846
- José Charlet, histoire critique de l’architecture contemporaine, 1967-1968
- Henri Deglane
- Roger-Henri Expert
- Jean-Nicolas Huyot
- Victor Laloux
- Louis-Hippolyte Lebas
- Jean-Baptiste Mathon
- Jean Niermans
- Alfred-Henri Recoura
- Gaston Redon
- Louis Henri Georges Scellier de Gisors, de 1897 à 1902
- Paul Tournon, de 1925 à 1948
- Émile Vaudremer - Gustave Raulin - Louis Sortais
- Léon Vaudoyer, nommé en 1833

Professeurs, chefs d'atelier de 1937 à 1954 :
- Louis Arretche
- Eugène Beaudouin
- Maurice Boutterin
- Marcel Chappey
- Julien Guadet
- Gabriel Héraud de 1937 à 1941
- Guy Lagneau
- Charles Lemaresquier
- Noël Le Maresquier
- Michel Marot
- Emmanuel Pontremoli
- Otello Zavaroni

Professeurs, chefs d'atelier de 1954 à 1968 :
- Henry Bernard
- Alain Bourbonnais

##### Ateliers de peinture
Professeurs, chefs d'atelier
- Louis-Joseph-Raphaël Collin, de 1911 à 1916.
- Paul Baudoüin, de 1919 à 1929.
- Jean-Jacques Bachelier, en 1770.
- Clément-Louis-Marie-Anne Belle, de 1765 à 1806.
- Jean-Joseph Benjamin-Constant[37].
- Jean-Simon Berthélémy, de 1805 à 1811.
- Jean Bertholle, atelier d'art mural, de 1965 à 1980.
- Joseph Blanc, de 1889 à 1904.
- Merry-Joseph Blondel, en 1833.
- Léon Bonnat, en 1880.
- William Bouguereau, de 1888 à 1905.
- Gustave Boulanger, en 1882.
- Maurice Brianchon, en 1949.
- Alexandre Cabanel, de 1864 à 1889.
- Roger Chapelain-Midy, de 1955 à 1974[38],[39].
- Roger Chastel, de 1963 à 1968.
- Fernand Cormon.
- Jacques-Louis David.
- Jules-Élie Delaunay, de 1889 à 1891.
- Paul Delaroche, de 1832 à 1843.
- André Devambez.
- Michel Martin Drolling, de 1837 à 1851.
- Jean Dupas, en 1945.
- Pierre Dupuis, vers 1843.
- Louis Jean-Jacques Durameau, en 1781.
- Gabriel Ferrier, de 1904 à 1914.
- Émile Friant.
- Pierre-Victor Galland, en 1874.
- François Gérard, de 1811 à 1837.
- Jean-Léon Gérôme, de 1864 à 1904.
- Charles Gleyre, en 1843.
- Étienne-Pierre-Adrien Gois adjoint en 1776, professeur en 1781, confirmé en 1794.
- Antoine-Jean Gros, succède à François-Guillaume Ménageot le 5 novembre 1816 et précède Horace Vernet[40]
- Jean-Marie Oscar Gué, vers 1865 jusqu'en 1870.
- Pierre-Narcisse Guérin succède à Claude Dejoux le 27 novembre 1816. Remplacé en 1833 par Paul Delaroche[40]
- François-Joseph Heim, en 1832.
- Louis Hersent, de 1825 à 1860.
- Edmond Heuzé, en 1951.
- Jean Auguste Dominique Ingres, en 1829.
- Pierre-Jules Jollivet, entre 1822 et 1825.
- Louis-Jean-François Lagrenée (l'Aîné), en 1762.
- Jean-Jacques Lagrenée, en 1781.
- Jean-Paul Laurens.
- Ernest Laurent, en 1920.
- Jules Lefebvre, en 1891.
- Raymond Legueult, de 1952 à 1968.
- Henri Lehmann, de 1875 à 1881.
- Nicolas-Bernard Lépicié, en 1779.
- Auguste Leroux, de 1924 à 1954.
- André Leroux, des années 1940 à 1997.
- Guillaume Guillon Lethière, en 1819.
- Charles Amédée Philippe van Loo, en 1770.
- François-Guillaume Ménageot, en 1790.
- Luc-Olivier Merson, de 1906 à 1911.
- Charles Meynier.
- Gustave Moreau, de 1892 à 1898.
- Eugène Narbonne, de 1939 à 1955.
- Sébastien Norblin, en 1837.
- Alexandre Nozal, jusqu'en 1929.
- André Pédoussaut.
- Pierre Péron.
- François-Édouard Picot.
- Isidore Pils, de 1864 à 1875.
- Jean-Baptiste Regnault, vers 1805-1807 à 1829.
- Charles-Caïus Renoux, de 1795 à 1846.
- Joseph-Nicolas Robert-Fleury, en 1855.
- Émile Signol, dès 1860.
- François Schommer (1850-1935), dès 1910.
- Lucien Simon, en 1923.
- Dominique-François Slodtz[41], en 1755.
- Joseph-Benoît Suvée, en 1792.
- Léon Tanzi.
- Hughes Taraval, avant 1785.
- André Tondu.
- Joseph-Marie Vien, en 1759.
- François-André Vincent, en 1792.
- Adolphe Yvon, dès 1863.

##### Ateliers de fresque
Créé en 1911.
- Paul Baudoüin, en 1911, chef d'atelier de 1919 à 1929.
- Pierre-Henri Ducos de La Haille, de 1929 à 1949.
- Henri Marret.
- Nicolas Untersteller, en 1937, chef d'atelier de 1940 à 1948[43].

##### Ateliers de dessins
- Paul Lemagny, de 1939 à 1972.
- Louis-Alexandre Péron, figure humaine, de 1817 à 1855.

##### Ateliers de sculpture
- Adam, en 1755.
- Christophe-Gabriel Allegrain, de 1759 à 1795.
- Louis-Ernest Barrias.
- Pierre-François Berruer, en 1785.
- François-Joseph Bosio, de 1816 à 1845.
- Henri Bouchard, de 1929 à 1945.
- Edme Bouchardon, de 1746 à 1762.
- Jean Boucher, en 1919.
- Louis Boizot, de 1805 à 1809.
- Charles-Antoine Bridan, en 1780.
- Pierre Cartellier, de 1816 à 1831.
- Jules Cavelier, en 1864.
- Antoine-Denis Chaudet, de 1810 à 1810.
- Jean-Pierre Cortot.
- Jules Coutan.
- David d'Angers.
- Claude Dejoux, de 1806 à 1816.
- Paul Dubois.
- Augustin-Alexandre Dumont, de 1853 à 1884.
- Charles Dupaty.
- Louis Jean-Jacques Durameau, en 1795.
- Francisque Duret, de 1852 à 1863.
- Étienne Maurice Falconnet, avant 1780.
- Alexandre Falguière, en 1882.
- Marcel Gaumont, en 1939.
- Marcel Gimond, de 1946 à 1960.
- Étienne-Pierre-Adrien Gois, en 1781.
- Laurent Séverin Grandfils, de 1810 à 1902.
- Pierre-Narcisse Guérin, en 1816.
- Eugène Guillaume, chef d'atelier avant 1864.
- Edmond Heuzé, atelier portrait, en 1951.
- Ernest-Eugène Hiolle.
- Jean-Antoine Houdon.
- Jean-Baptiste d'Huez, avant 1781.
- Jean-Antoine Injalbert.
- Alfred Janniot.
- Georges Jeanclos, en 1966.
- François Jouffroy, vers 1857 jusqu'en 1882.
- Pierre Julien, en 1790.
- Louis-Jean-François Lagrenée, de 1762 à 1805.
- raoul Lamourdedieu, en 1930.
- Paul Landowski.
- Félix Lecomte, de 1792 à 1817.
- François-Frédéric Lemot, de 1810 à 1827.
- Louis Leygue.
- Auguste Maillard.
- Antonin Mercié, jusqu'en 1916.
- Jean Guillaume Moitte.
- Louis-Philippe Mouchy, en 1784.
- Jean-Marc Nattier, en 1758.
- Paul Niclausse.
- Augustin Pajou(1730-1809), nommé en 1760, recteur en 1766.
- Victor Peter, dès 1901.
- James Pradier, de 1828 à 1852.
- Jules Ramey, en 1832.
- Philippe-Laurent Roland, de 1809 à 1816.
- Georges Saupique.
- Victor Segoffin, chef d'atelier de sculpture pour femmes, de 1920 à 1925.
- Jean-Baptiste Stouf.
- Gabriel-Jules Thomas.
- Armand Toussaint.
- Gaston Watkin.
- Hubert Yencesse, de 1950 à 1970.
- Jacques Zwobada, de 1962 à 1967.

##### Atelier de gravure
- Henri Dropsy.
- Édouard Goerg.
- Louis-Pierre Henriquel-Dupont, dès 1863.
- Stéphane Pannemaker, dès 1880.
- Jules Jacquet, de 1892 à 1913.
- Auguste Laguillermie, de 1913 à 1934.
- Lucien Pénat, de 1934 à 1944, chef d'atelier de gravure en taille douce en 1937.
- Robert Cami, dès 1942, professeur chef d'atelier de gravure en taille douce.
- Roger Marage, de 1947 à 1982.

##### Atelier de lithographie
- Paul Maurou, de 1906 à 1929
- Louis Huvey, de 1929 à 1938.
- René Jaudon, dès 1938, suspendu entre 1942 et 1943, rétabli en 1944 jusqu’en 1959.
- Pierre-Eugène Clairin, de 1959 à 1967.
- Georges Dayez, de 1967 à 1977.
- Abraham Hadad, de 1977 à 1996.
- Patrick Devreux, de 1996 à 200?.

##### Atelier de gravure en médaille et pierre fine
- Jean-Baptiste Farochon, en 1863.
- Hubert Ponscarme, dès 1871.

##### Atelier d'art monumental
Créé en 1945 spécialement pour Jean Souverbie.

##### Ateliers de perspective
Créé par Pierre-Charles Dandrillon.
- Pierre-Antoine Demachy.
- Simon-Claude Constant-Dufeux.
- Louis-Joseph Girard, dès 1827.
- Leclère, avant 1786.
- Ruppert, entre 1942 et 1948.
- Jean-Thomas Thibault.
- Pierre-Henri de Valenciennes.

##### Ateliers d'histoire de l'art et d'esthétique
- Hippolyte Taine, 1865[45], jusqu'en 1893.
- Eugène Müntz, de 1884 à 1893.
- Louis Hourticq (1875-1944), jusqu'en 1944.

#### Ateliers libres

##### Ateliers d'architecture
- Simon-Claude Constant-Dufeux, en 1863.
- Alphonse Defrasse, en 1906.
- Charles Girault.
- Gustave Louis Jaulmes, en 1902.
- Victor Laloux.
- Jean-Louis Pascal, en 1872.
- Auguste Perret.
- Emmanuel Pontremoli, en 1919.

##### Anatomie-morphologie
- Philippe Comar, de 1979 à 2019.
- Jean-François Debord, de 1978-2003.
- Pol Le Cœur, de 1956 à 1979.
- Paul Bellugue (1892-1955), de 1936 à 1955.
- Henry Meige, dès 1920.
- Paul Richer, de 1903 à 1933.
- César Alphonse Robert, dès 1856.
- Édouard Félix Étienne Emery, dès 1830.
- Jean-Joseph Sue père, jusqu'en 1792.
- Jean-Joseph Sue fils, dès 1792.

##### Atelier de typographie
- Maximilien Vox, vers 1936.

##### Atelier du vitrail
- Jacques Le Chevallier, dès 1952.

#### Enseignants après 1968

##### Anciens enseignants
- Jean-Michel Alberola, peintre, de 1991 à 2019.
- Patrice Alexandre, modelage.
- Pierre Alferi, poète et écrivain.
- Pat Andrea, peintre.
- François Aubrun, peintre, de 1980 à 1992.
- Claude Augereau, peintre, de 1973 à 1988.
- Vincent Barré.
- Dominique Belloir, multimédia.
- Maurice Benayoun, plasticien, professeur invité de 1996 à 1998.
- Pierre Bergounioux, théorie.
- Jean Bertholle, peintre, professeur d'art mural, de 1965 à 1980.
- Vincent Bioulès, 1991, peintre.
- James Blœdé, dessin d'après les maîtres.
- François Boisrond, peinture, de 1999 à 2021.
- Christian Boltanski, plasticien, de 1986 à 2009.
- Alain Bonfand.
- François Bouillon, dessin avancé.
- Tania Bruguera.
- Pierre Buraglio, peintre, en 1989.
- Jean-Marc Bustamante, sculpture, de 1996 à 2018.
- Elsa Cayo, sculpture.
- Jean Cardot, sculpteur, de 1974 à 1995.
- Pierre Carron, peintre, de 1967 à 1997.
- César, sculpteur.
- Roger Chapelain-Midy, peintre, de 1955 à 1974.
- Michel Charpentier, sculpteur.
- Jean-François Chevrier, histoire de l'art.
- Philippe Cognée, peinture.
- Leonardo Cremonini, peintre.
- Abraham Cruzvillegas, sculpture, de 2018 à 2021.
- Richard Deacon, dessin.
- Olivier Debré, peintre, de 1980 à 1985[46].
- Hélène Delprat, dessin, dès 2014.
- Patrick Devreux, lithographie.
- Patrick Faigenbaum, photographie, dès 2001.
- Sylvie Fanchon.
- Michel Faré, chaire d'esthétique, de 1976 à 1980.
- Christian Fossier, dessinateur, peintre et graveur.
- Bruno Foucart, chaire d'esthétique, dès 1979.
- Michel François.
- Dominique Gauthier, peinture, de 2000 à 2019.
- Marcel Gili, sculpteur, atelier de dessin.
- Toni Grand, sculpteur.
- Abraham Hadad, peintre, atelier de lithographie, de 1977 à 1996, atelier peinture de 1996 à 2002.
- Ann Veronica Janssens, sculpture, dès 2012.
- Georges Jeanclos, sculpteur céramiste, dès 1966.
- André Kaspi, historien, professeur de civilisations.
- Tadashi Kawamata.
- Joël Kermarrec peintre, de 1987 à 2007.
- Piotr Kowalski, sculpteur, de 1987 à 2004.
- Jacques Lagrange, peintre, dès 1974.
- Barbara Leisgen, photographe et plasticienne, de 1990 à 2005
- Riccardo Licata, mosaïque, de 1961 à 1995.
- Noémie Lvovsky, film, de 2017 à 2018
- Étienne Martin, sculpture monumentale, de 1968 à 1995.
- Annette Messager, plasticienne.
- Bernard Moninot, dessin.
- Louis Nallard, peintre, de 1975 à 1982.
- Marc Pataut, photographie, de 2001 à 2018.
- Giuseppe Penone.
- Gaëtan Picon, chaire d'esthétique, de 1968 à 1976.
- Abraham Pincas, peintre, techniques de peinture.
- Marcelin Pleynet, chaire d'esthétique.
- Éric Poitevin, photographie, dès 2008.
- James Rielly, peinture, dès 2006.
- Anne Rochette, sculpture, de 1993 à 2003.
- Michel Salsmann, sérigraphie.
- Emmanuel Saulnier, sculpture, de 2001 à 2018.
- Didier Semin.
- Joann Sfar, bande dessinée, dès 2016.
- Gustave Singier, peintre, de 1967 à 1978.
- Jana Sterbak, plasticienne.
- Djamel Tatah, peinture, de 2008 à 2023.
- Pascale Marthine Tayou, sculpture.
- Patrick Tosani, photographie, de 2004 à 2019.
- Jean Vénitien, peintre.
- Jan Voss, peintre, sculpteur, aquarelliste et graveur, de 1987 à 1992.
- Isabelle Waldberg, sculptrice.
- Jacques Yankel, peintre, de 1968 à 1985.
- Pierre Matthey, peintre, de 1968 à 1991.
- Nicolas Wacker, peintre, techniques de peinture, de 1969 à 1979.
- Jean-Luc Vilmouth, sculpteur, de 1996 à 2015.

##### Enseignants par pôles
Département des enseignements théoriques :
- Tristan Garcia, littérature.
- Christian Joschke, histoire de l'art.
- Jean-Yves Jouannais, art contemporain.
- Laura Karp Lugo, histoire de l'art.
- Guitemie Maldonado, histoire de l'art contemporain.
- François-René Martin, histoire générale de l'art.
- Clélia Zernik, philosophie de l'art.

Département dessin :
- Frédérique Loutz, dessin.
- Jack McNiven, morphologie.
- Daniel Schier, dessin.
- Valérie Sonnier, morphologie.

Département impression/édition :
- Wernher Bouwens, lithographie.
- Julien Sirjacq, sérigraphie.
- Aurélie Pagès, gravure.

Département matière/espace :
- Pascale Accoyer, technique de la peinture.
- Götz Arndt, taille.
- Philippe Renault, moulage.
- Fabrice Vannier, mosaïque.

Département des pratiques artistiques :
- Dove Allouche, photographie, depuis 2019.
- Götz Arndt.
- Romain Bernini.
- Hicham Berrada.
- Mireille Blanc.
- Olivier Blanckart, sculpture.
- Michel Blazy.
- Wernher Bouwens.
- Marie-José Burki, photo-vidéo, depuis 2008.
- Stéphane Calais, peinture, depuis 2019.
- Nina Childress, multimédia, depuis 2019.
- Claude Closky, multimédia, depuis 2004.
- Clément Cogitore, multimédia, depuis 2018.
- Isabelle Cornaro.
- Julien Creuzet.
- Mimosa Echard.
- Tim Eitel, peinture.
- Dominique Figarella, peinture.
- Petrit Halilaj, multimédia, depuis 2019.
- Emmanuelle Huynh, danse, depuis 2016.
- Valérie Jouve, photographie, depuis 2023.
- Angelica Mesiti, vidéo, depuis 2019.
- Eva Nielsen.
- Aurélie Pages.
- Guillaume Paris, multimédia.
- Bruno Perramant, peinture, depuis 2023.
- Julien Prévieux, performance, depuis 2019.
- Philippe Renault.
- Bojan Šarčević, sculpture, depuis 2016.
- Nathalie Talec, sculpture et performance.
- Tatiana Trouvé, sculpture, depuis 2019.
- Alvaro Urbano, multimédia, depuis 2019.
- Emmanuel Van der Meulen.
- Fabrice Vannier.

### Élèves

#### Femmes à l'École des Beaux-Arts
À la création de l'École, les femmes sont interdites d'y étudier. Les directeurs ne considèrent alors pas l'art comme une pratique féminine. Il faut attendre 1889 pour qu'une salle spéciale soit créée dans l'école pour accueillir un petit nombre de femmes qui souhaiteraient participer aux concours (salle ouverte grâce aux pressions du collectif de l’Union des femmes peintres et sculpteurs porté par la sculptrice Hélène Bertaux. C'est seulement en 1897, que l'École des Beaux-Arts accepte officiellement les femmes. Celles-ci sont alors autorisées à travailler dans les galeries, à se présenter aux examens d’entrée et doivent suivre les cours de peinture et de sculpture dans un atelier distinct de celui des hommes. Cette date de 1897 concerne d'abord la section peinture, mais il faut attendre 1898 pour que Julia Morgan soit admise en section architecture et 1899 pour qu’une femme se présente au concours dans la section sculpture. En 1900, les femmes ont accès aux ateliers, qui leur permettent de peindre les modèles vivants. L'accès rendu possible des femmes aux formations attire également quelques étudiantes d'autres pays, telle Marguerite Nakhla, artiste-peintre égyptienne, dans l'entre-deux-guerres.
Malgré tout, les étudiantes restent discriminées à cause de leur genre. Elles sont majoritaires mais subissent encore les conséquences du sexisme et de mythes propres au domaine de l'art, notamment l'idée du « génie créateur masculin », qui favorise l'art des hommes.

#### Élèves notables
Les élèves et anciens élèves sont traditionnellement réunis au sein de l'association appelée Grande Masse des Beaux-Arts, créée officiellement en 1926, mais dont le système existe depuis la fin du XIXe siècle. Elle assure un certain nombre de services sociaux aux élèves et anciens élèves de l'École, ainsi qu'aux anciens élèves des écoles nationales d'architecture parisiennes.
Cette catégorie permet de retrouver certains artistes diplômés de l'école depuis 1817 :
Par ailleurs, la base de données Cat'zArts mentionne également un grand nombre d'anciens élèves.

#### Candidats refusés célèbres
En 1861, le peintre Paul Cézanne se voit refuser au concours d'entrée. L'Académie des Beaux-Arts, elle aussi, est contestée, avec la naissance, en 1863, du salon des refusés, imposé par Napoléon III, et exposant des peintres tels que Édouard Manet, refusé au salon officiel. Cette même année, Napoléon III change aussi en profondeur la gouvernance des Beaux Arts de Paris. La peintre Marie Laurencin évoque dans un entretien en 1954 avoir été refusée trois fois aux Beaux Arts de Paris.